# Световно първенство по шахмат 1972
Световното първенство по шахмат през 1972 г. се провежда в исландската столица Рейкявик под формата на мач между световния шампион Борис Спаски и претендента Боби Фишер, който е спечелен от фаворита, Боби Фишер. Мачът остава в историята с името „Мачът на века“. Наградният фонд възлиза на 250 000 щатски долара, а съдия е германецът Лотар Шмит. Мачът повишава известността на шахмата в международен мащаб. 

## Предистория и подготовка
През 1970-те години Боби Фишер, който за американците е олицетворение на шахматната игра, достига върховата си форма. Той получава правото да е претендент за световната титла по шахмат срещу световният шампион от 1969 г. Борис Спаски, побеждавайки Марк Тайманов и Бент Ларсен безпрецедентно с отлични резултати от 6–0, както и бившия световен шампион Тигран Петросян с 6,5–2,5.  Фишер е с шест години по-млад от Спаски, който по време на мача е на 35 години. Според американски и международни експерти, Фишер е фаворит за спечелване на титлата. Коефициентът ЕЛО на Фишер на 4 август 1972 година е 2789,7 – най-високата стойност на коефициента до този момент, докато Спаски има 2690 (по това време всяка стойност над 2500 отчита най-високо ниво). 
Мачът се организира и провежда под влиянието на политическото напрежение в пика на Студената война. Съветската шахматна школа представя всички носители на титлата и претенденти за нея от 1948 година и очакванията към Спаски са огромни. Докато Фишер практически се учи да играе шахмат сам, Спаски разполага с всички ресурси на Съветския съюз. Виктор Батурински, главата на Съветския шахматен спортен комитет казва „В общи линии, съветското лидерство и силите в спорта бяха заинтересувани само в едно: как да спрат Фишер от това да стане световен шампион“. В петте изиграни партии между двамата съперници преди мача, три са спечелени от Спаски и две завършват наравно. 
Церемонията за откриването на мача е предвидена за 1 юли, а първата партия трябва да се изиграе на 2 юли. Преди началото на мача, Фишер, който в този момент не е подписал никакви документи, потвърждаващи участието му, започва да поставя изисквания, включително процент от парите от телевизионни права, 30% от парите от билети за себе си и Спаски, по-голям награден фонд и специфични условия като вид осветление и възглавници за столовете. Британският промоутър Джеймс Слейтър дарява огромната за този период в шахматния свят сума от 125 000 щатски долара за увеличаване на наградния фонд, който до този момент представлява същата сума и е осигурен от Исландската федерация по шахмат. След допълнително убеждаване и от страна на секунданта на Фишер, Бил Ломбарди и адвоката му Пол Маршал, Фишер се съгласява да участва в мача и пристига в Исландия на 4 юли часове преди да загуби служебно. Извинява се на Спаски и президента на Световната шахматна федерация (ФИДЕ), Макс Еве, за това, че не е присъствал на церемонията по откриването. 
Наградният фонд за мача е 250 000 щатски долара, от които 156 250 щатски долара за победителя и 93 750 щатски долара за загубилия и е предоставен по равно от Исландската шахматна федерация и британския промоутър Джеймс Слейтър. 
Регламентът предвижда да бъдат изиграни до 24 партии, като играчът, спечелил първи 12,5 точки става световен шампион. Победата се награждава с една точка, а при реми и двамата съперници получават по половин точка. 

## Мачът
|   | a | b | c | d | e | f | g | h |   |
| 8 | черен цар на черно поле f8 · черна пешка на черно поле a7 · черна пешка на бяло поле b7 · черна пешка на черно поле g7 · черна пешка на бяло поле h7 · черен офицер на черно поле d6 · черна пешка на бяло поле e6 · черна пешка на черно поле f6 · бяла пешка на бяло поле b5 · бяла пешка на черно поле a3 · бял цар на бяло поле d3 · бяла пешка на черно поле e3 · бяла пешка на черно поле f2 · бяла пешка на бяло поле g2 · бяла пешка на черно поле h2 · бял офицер на черно поле c1 | черен цар на черно поле f8 · черна пешка на черно поле a7 · черна пешка на бяло поле b7 · черна пешка на черно поле g7 · черна пешка на бяло поле h7 · черен офицер на черно поле d6 · черна пешка на бяло поле e6 · черна пешка на черно поле f6 · бяла пешка на бяло поле b5 · бяла пешка на черно поле a3 · бял цар на бяло поле d3 · бяла пешка на черно поле e3 · бяла пешка на черно поле f2 · бяла пешка на бяло поле g2 · бяла пешка на черно поле h2 · бял офицер на черно поле c1 | черен цар на черно поле f8 · черна пешка на черно поле a7 · черна пешка на бяло поле b7 · черна пешка на черно поле g7 · черна пешка на бяло поле h7 · черен офицер на черно поле d6 · черна пешка на бяло поле e6 · черна пешка на черно поле f6 · бяла пешка на бяло поле b5 · бяла пешка на черно поле a3 · бял цар на бяло поле d3 · бяла пешка на черно поле e3 · бяла пешка на черно поле f2 · бяла пешка на бяло поле g2 · бяла пешка на черно поле h2 · бял офицер на черно поле c1 | черен цар на черно поле f8 · черна пешка на черно поле a7 · черна пешка на бяло поле b7 · черна пешка на черно поле g7 · черна пешка на бяло поле h7 · черен офицер на черно поле d6 · черна пешка на бяло поле e6 · черна пешка на черно поле f6 · бяла пешка на бяло поле b5 · бяла пешка на черно поле a3 · бял цар на бяло поле d3 · бяла пешка на черно поле e3 · бяла пешка на черно поле f2 · бяла пешка на бяло поле g2 · бяла пешка на черно поле h2 · бял офицер на черно поле c1 | черен цар на черно поле f8 · черна пешка на черно поле a7 · черна пешка на бяло поле b7 · черна пешка на черно поле g7 · черна пешка на бяло поле h7 · черен офицер на черно поле d6 · черна пешка на бяло поле e6 · черна пешка на черно поле f6 · бяла пешка на бяло поле b5 · бяла пешка на черно поле a3 · бял цар на бяло поле d3 · бяла пешка на черно поле e3 · бяла пешка на черно поле f2 · бяла пешка на бяло поле g2 · бяла пешка на черно поле h2 · бял офицер на черно поле c1 | черен цар на черно поле f8 · черна пешка на черно поле a7 · черна пешка на бяло поле b7 · черна пешка на черно поле g7 · черна пешка на бяло поле h7 · черен офицер на черно поле d6 · черна пешка на бяло поле e6 · черна пешка на черно поле f6 · бяла пешка на бяло поле b5 · бяла пешка на черно поле a3 · бял цар на бяло поле d3 · бяла пешка на черно поле e3 · бяла пешка на черно поле f2 · бяла пешка на бяло поле g2 · бяла пешка на черно поле h2 · бял офицер на черно поле c1 | черен цар на черно поле f8 · черна пешка на черно поле a7 · черна пешка на бяло поле b7 · черна пешка на черно поле g7 · черна пешка на бяло поле h7 · черен офицер на черно поле d6 · черна пешка на бяло поле e6 · черна пешка на черно поле f6 · бяла пешка на бяло поле b5 · бяла пешка на черно поле a3 · бял цар на бяло поле d3 · бяла пешка на черно поле e3 · бяла пешка на черно поле f2 · бяла пешка на бяло поле g2 · бяла пешка на черно поле h2 · бял офицер на черно поле c1 | черен цар на черно поле f8 · черна пешка на черно поле a7 · черна пешка на бяло поле b7 · черна пешка на черно поле g7 · черна пешка на бяло поле h7 · черен офицер на черно поле d6 · черна пешка на бяло поле e6 · черна пешка на черно поле f6 · бяла пешка на бяло поле b5 · бяла пешка на черно поле a3 · бял цар на бяло поле d3 · бяла пешка на черно поле e3 · бяла пешка на черно поле f2 · бяла пешка на бяло поле g2 · бяла пешка на черно поле h2 · бял офицер на черно поле c1 | 8 |
| 7 | черен цар на черно поле f8 · черна пешка на черно поле a7 · черна пешка на бяло поле b7 · черна пешка на черно поле g7 · черна пешка на бяло поле h7 · черен офицер на черно поле d6 · черна пешка на бяло поле e6 · черна пешка на черно поле f6 · бяла пешка на бяло поле b5 · бяла пешка на черно поле a3 · бял цар на бяло поле d3 · бяла пешка на черно поле e3 · бяла пешка на черно поле f2 · бяла пешка на бяло поле g2 · бяла пешка на черно поле h2 · бял офицер на черно поле c1 | черен цар на черно поле f8 · черна пешка на черно поле a7 · черна пешка на бяло поле b7 · черна пешка на черно поле g7 · черна пешка на бяло поле h7 · черен офицер на черно поле d6 · черна пешка на бяло поле e6 · черна пешка на черно поле f6 · бяла пешка на бяло поле b5 · бяла пешка на черно поле a3 · бял цар на бяло поле d3 · бяла пешка на черно поле e3 · бяла пешка на черно поле f2 · бяла пешка на бяло поле g2 · бяла пешка на черно поле h2 · бял офицер на черно поле c1 | черен цар на черно поле f8 · черна пешка на черно поле a7 · черна пешка на бяло поле b7 · черна пешка на черно поле g7 · черна пешка на бяло поле h7 · черен офицер на черно поле d6 · черна пешка на бяло поле e6 · черна пешка на черно поле f6 · бяла пешка на бяло поле b5 · бяла пешка на черно поле a3 · бял цар на бяло поле d3 · бяла пешка на черно поле e3 · бяла пешка на черно поле f2 · бяла пешка на бяло поле g2 · бяла пешка на черно поле h2 · бял офицер на черно поле c1 | черен цар на черно поле f8 · черна пешка на черно поле a7 · черна пешка на бяло поле b7 · черна пешка на черно поле g7 · черна пешка на бяло поле h7 · черен офицер на черно поле d6 · черна пешка на бяло поле e6 · черна пешка на черно поле f6 · бяла пешка на бяло поле b5 · бяла пешка на черно поле a3 · бял цар на бяло поле d3 · бяла пешка на черно поле e3 · бяла пешка на черно поле f2 · бяла пешка на бяло поле g2 · бяла пешка на черно поле h2 · бял офицер на черно поле c1 | черен цар на черно поле f8 · черна пешка на черно поле a7 · черна пешка на бяло поле b7 · черна пешка на черно поле g7 · черна пешка на бяло поле h7 · черен офицер на черно поле d6 · черна пешка на бяло поле e6 · черна пешка на черно поле f6 · бяла пешка на бяло поле b5 · бяла пешка на черно поле a3 · бял цар на бяло поле d3 · бяла пешка на черно поле e3 · бяла пешка на черно поле f2 · бяла пешка на бяло поле g2 · бяла пешка на черно поле h2 · бял офицер на черно поле c1 | черен цар на черно поле f8 · черна пешка на черно поле a7 · черна пешка на бяло поле b7 · черна пешка на черно поле g7 · черна пешка на бяло поле h7 · черен офицер на черно поле d6 · черна пешка на бяло поле e6 · черна пешка на черно поле f6 · бяла пешка на бяло поле b5 · бяла пешка на черно поле a3 · бял цар на бяло поле d3 · бяла пешка на черно поле e3 · бяла пешка на черно поле f2 · бяла пешка на бяло поле g2 · бяла пешка на черно поле h2 · бял офицер на черно поле c1 | черен цар на черно поле f8 · черна пешка на черно поле a7 · черна пешка на бяло поле b7 · черна пешка на черно поле g7 · черна пешка на бяло поле h7 · черен офицер на черно поле d6 · черна пешка на бяло поле e6 · черна пешка на черно поле f6 · бяла пешка на бяло поле b5 · бяла пешка на черно поле a3 · бял цар на бяло поле d3 · бяла пешка на черно поле e3 · бяла пешка на черно поле f2 · бяла пешка на бяло поле g2 · бяла пешка на черно поле h2 · бял офицер на черно поле c1 | черен цар на черно поле f8 · черна пешка на черно поле a7 · черна пешка на бяло поле b7 · черна пешка на черно поле g7 · черна пешка на бяло поле h7 · черен офицер на черно поле d6 · черна пешка на бяло поле e6 · черна пешка на черно поле f6 · бяла пешка на бяло поле b5 · бяла пешка на черно поле a3 · бял цар на бяло поле d3 · бяла пешка на черно поле e3 · бяла пешка на черно поле f2 · бяла пешка на бяло поле g2 · бяла пешка на черно поле h2 · бял офицер на черно поле c1 | 7 |
| 6 | черен цар на черно поле f8 · черна пешка на черно поле a7 · черна пешка на бяло поле b7 · черна пешка на черно поле g7 · черна пешка на бяло поле h7 · черен офицер на черно поле d6 · черна пешка на бяло поле e6 · черна пешка на черно поле f6 · бяла пешка на бяло поле b5 · бяла пешка на черно поле a3 · бял цар на бяло поле d3 · бяла пешка на черно поле e3 · бяла пешка на черно поле f2 · бяла пешка на бяло поле g2 · бяла пешка на черно поле h2 · бял офицер на черно поле c1 | черен цар на черно поле f8 · черна пешка на черно поле a7 · черна пешка на бяло поле b7 · черна пешка на черно поле g7 · черна пешка на бяло поле h7 · черен офицер на черно поле d6 · черна пешка на бяло поле e6 · черна пешка на черно поле f6 · бяла пешка на бяло поле b5 · бяла пешка на черно поле a3 · бял цар на бяло поле d3 · бяла пешка на черно поле e3 · бяла пешка на черно поле f2 · бяла пешка на бяло поле g2 · бяла пешка на черно поле h2 · бял офицер на черно поле c1 | черен цар на черно поле f8 · черна пешка на черно поле a7 · черна пешка на бяло поле b7 · черна пешка на черно поле g7 · черна пешка на бяло поле h7 · черен офицер на черно поле d6 · черна пешка на бяло поле e6 · черна пешка на черно поле f6 · бяла пешка на бяло поле b5 · бяла пешка на черно поле a3 · бял цар на бяло поле d3 · бяла пешка на черно поле e3 · бяла пешка на черно поле f2 · бяла пешка на бяло поле g2 · бяла пешка на черно поле h2 · бял офицер на черно поле c1 | черен цар на черно поле f8 · черна пешка на черно поле a7 · черна пешка на бяло поле b7 · черна пешка на черно поле g7 · черна пешка на бяло поле h7 · черен офицер на черно поле d6 · черна пешка на бяло поле e6 · черна пешка на черно поле f6 · бяла пешка на бяло поле b5 · бяла пешка на черно поле a3 · бял цар на бяло поле d3 · бяла пешка на черно поле e3 · бяла пешка на черно поле f2 · бяла пешка на бяло поле g2 · бяла пешка на черно поле h2 · бял офицер на черно поле c1 | черен цар на черно поле f8 · черна пешка на черно поле a7 · черна пешка на бяло поле b7 · черна пешка на черно поле g7 · черна пешка на бяло поле h7 · черен офицер на черно поле d6 · черна пешка на бяло поле e6 · черна пешка на черно поле f6 · бяла пешка на бяло поле b5 · бяла пешка на черно поле a3 · бял цар на бяло поле d3 · бяла пешка на черно поле e3 · бяла пешка на черно поле f2 · бяла пешка на бяло поле g2 · бяла пешка на черно поле h2 · бял офицер на черно поле c1 | черен цар на черно поле f8 · черна пешка на черно поле a7 · черна пешка на бяло поле b7 · черна пешка на черно поле g7 · черна пешка на бяло поле h7 · черен офицер на черно поле d6 · черна пешка на бяло поле e6 · черна пешка на черно поле f6 · бяла пешка на бяло поле b5 · бяла пешка на черно поле a3 · бял цар на бяло поле d3 · бяла пешка на черно поле e3 · бяла пешка на черно поле f2 · бяла пешка на бяло поле g2 · бяла пешка на черно поле h2 · бял офицер на черно поле c1 | черен цар на черно поле f8 · черна пешка на черно поле a7 · черна пешка на бяло поле b7 · черна пешка на черно поле g7 · черна пешка на бяло поле h7 · черен офицер на черно поле d6 · черна пешка на бяло поле e6 · черна пешка на черно поле f6 · бяла пешка на бяло поле b5 · бяла пешка на черно поле a3 · бял цар на бяло поле d3 · бяла пешка на черно поле e3 · бяла пешка на черно поле f2 · бяла пешка на бяло поле g2 · бяла пешка на черно поле h2 · бял офицер на черно поле c1 | черен цар на черно поле f8 · черна пешка на черно поле a7 · черна пешка на бяло поле b7 · черна пешка на черно поле g7 · черна пешка на бяло поле h7 · черен офицер на черно поле d6 · черна пешка на бяло поле e6 · черна пешка на черно поле f6 · бяла пешка на бяло поле b5 · бяла пешка на черно поле a3 · бял цар на бяло поле d3 · бяла пешка на черно поле e3 · бяла пешка на черно поле f2 · бяла пешка на бяло поле g2 · бяла пешка на черно поле h2 · бял офицер на черно поле c1 | 6 |
| 5 | черен цар на черно поле f8 · черна пешка на черно поле a7 · черна пешка на бяло поле b7 · черна пешка на черно поле g7 · черна пешка на бяло поле h7 · черен офицер на черно поле d6 · черна пешка на бяло поле e6 · черна пешка на черно поле f6 · бяла пешка на бяло поле b5 · бяла пешка на черно поле a3 · бял цар на бяло поле d3 · бяла пешка на черно поле e3 · бяла пешка на черно поле f2 · бяла пешка на бяло поле g2 · бяла пешка на черно поле h2 · бял офицер на черно поле c1 | черен цар на черно поле f8 · черна пешка на черно поле a7 · черна пешка на бяло поле b7 · черна пешка на черно поле g7 · черна пешка на бяло поле h7 · черен офицер на черно поле d6 · черна пешка на бяло поле e6 · черна пешка на черно поле f6 · бяла пешка на бяло поле b5 · бяла пешка на черно поле a3 · бял цар на бяло поле d3 · бяла пешка на черно поле e3 · бяла пешка на черно поле f2 · бяла пешка на бяло поле g2 · бяла пешка на черно поле h2 · бял офицер на черно поле c1 | черен цар на черно поле f8 · черна пешка на черно поле a7 · черна пешка на бяло поле b7 · черна пешка на черно поле g7 · черна пешка на бяло поле h7 · черен офицер на черно поле d6 · черна пешка на бяло поле e6 · черна пешка на черно поле f6 · бяла пешка на бяло поле b5 · бяла пешка на черно поле a3 · бял цар на бяло поле d3 · бяла пешка на черно поле e3 · бяла пешка на черно поле f2 · бяла пешка на бяло поле g2 · бяла пешка на черно поле h2 · бял офицер на черно поле c1 | черен цар на черно поле f8 · черна пешка на черно поле a7 · черна пешка на бяло поле b7 · черна пешка на черно поле g7 · черна пешка на бяло поле h7 · черен офицер на черно поле d6 · черна пешка на бяло поле e6 · черна пешка на черно поле f6 · бяла пешка на бяло поле b5 · бяла пешка на черно поле a3 · бял цар на бяло поле d3 · бяла пешка на черно поле e3 · бяла пешка на черно поле f2 · бяла пешка на бяло поле g2 · бяла пешка на черно поле h2 · бял офицер на черно поле c1 | черен цар на черно поле f8 · черна пешка на черно поле a7 · черна пешка на бяло поле b7 · черна пешка на черно поле g7 · черна пешка на бяло поле h7 · черен офицер на черно поле d6 · черна пешка на бяло поле e6 · черна пешка на черно поле f6 · бяла пешка на бяло поле b5 · бяла пешка на черно поле a3 · бял цар на бяло поле d3 · бяла пешка на черно поле e3 · бяла пешка на черно поле f2 · бяла пешка на бяло поле g2 · бяла пешка на черно поле h2 · бял офицер на черно поле c1 | черен цар на черно поле f8 · черна пешка на черно поле a7 · черна пешка на бяло поле b7 · черна пешка на черно поле g7 · черна пешка на бяло поле h7 · черен офицер на черно поле d6 · черна пешка на бяло поле e6 · черна пешка на черно поле f6 · бяла пешка на бяло поле b5 · бяла пешка на черно поле a3 · бял цар на бяло поле d3 · бяла пешка на черно поле e3 · бяла пешка на черно поле f2 · бяла пешка на бяло поле g2 · бяла пешка на черно поле h2 · бял офицер на черно поле c1 | черен цар на черно поле f8 · черна пешка на черно поле a7 · черна пешка на бяло поле b7 · черна пешка на черно поле g7 · черна пешка на бяло поле h7 · черен офицер на черно поле d6 · черна пешка на бяло поле e6 · черна пешка на черно поле f6 · бяла пешка на бяло поле b5 · бяла пешка на черно поле a3 · бял цар на бяло поле d3 · бяла пешка на черно поле e3 · бяла пешка на черно поле f2 · бяла пешка на бяло поле g2 · бяла пешка на черно поле h2 · бял офицер на черно поле c1 | черен цар на черно поле f8 · черна пешка на черно поле a7 · черна пешка на бяло поле b7 · черна пешка на черно поле g7 · черна пешка на бяло поле h7 · черен офицер на черно поле d6 · черна пешка на бяло поле e6 · черна пешка на черно поле f6 · бяла пешка на бяло поле b5 · бяла пешка на черно поле a3 · бял цар на бяло поле d3 · бяла пешка на черно поле e3 · бяла пешка на черно поле f2 · бяла пешка на бяло поле g2 · бяла пешка на черно поле h2 · бял офицер на черно поле c1 | 5 |
| 4 | черен цар на черно поле f8 · черна пешка на черно поле a7 · черна пешка на бяло поле b7 · черна пешка на черно поле g7 · черна пешка на бяло поле h7 · черен офицер на черно поле d6 · черна пешка на бяло поле e6 · черна пешка на черно поле f6 · бяла пешка на бяло поле b5 · бяла пешка на черно поле a3 · бял цар на бяло поле d3 · бяла пешка на черно поле e3 · бяла пешка на черно поле f2 · бяла пешка на бяло поле g2 · бяла пешка на черно поле h2 · бял офицер на черно поле c1 | черен цар на черно поле f8 · черна пешка на черно поле a7 · черна пешка на бяло поле b7 · черна пешка на черно поле g7 · черна пешка на бяло поле h7 · черен офицер на черно поле d6 · черна пешка на бяло поле e6 · черна пешка на черно поле f6 · бяла пешка на бяло поле b5 · бяла пешка на черно поле a3 · бял цар на бяло поле d3 · бяла пешка на черно поле e3 · бяла пешка на черно поле f2 · бяла пешка на бяло поле g2 · бяла пешка на черно поле h2 · бял офицер на черно поле c1 | черен цар на черно поле f8 · черна пешка на черно поле a7 · черна пешка на бяло поле b7 · черна пешка на черно поле g7 · черна пешка на бяло поле h7 · черен офицер на черно поле d6 · черна пешка на бяло поле e6 · черна пешка на черно поле f6 · бяла пешка на бяло поле b5 · бяла пешка на черно поле a3 · бял цар на бяло поле d3 · бяла пешка на черно поле e3 · бяла пешка на черно поле f2 · бяла пешка на бяло поле g2 · бяла пешка на черно поле h2 · бял офицер на черно поле c1 | черен цар на черно поле f8 · черна пешка на черно поле a7 · черна пешка на бяло поле b7 · черна пешка на черно поле g7 · черна пешка на бяло поле h7 · черен офицер на черно поле d6 · черна пешка на бяло поле e6 · черна пешка на черно поле f6 · бяла пешка на бяло поле b5 · бяла пешка на черно поле a3 · бял цар на бяло поле d3 · бяла пешка на черно поле e3 · бяла пешка на черно поле f2 · бяла пешка на бяло поле g2 · бяла пешка на черно поле h2 · бял офицер на черно поле c1 | черен цар на черно поле f8 · черна пешка на черно поле a7 · черна пешка на бяло поле b7 · черна пешка на черно поле g7 · черна пешка на бяло поле h7 · черен офицер на черно поле d6 · черна пешка на бяло поле e6 · черна пешка на черно поле f6 · бяла пешка на бяло поле b5 · бяла пешка на черно поле a3 · бял цар на бяло поле d3 · бяла пешка на черно поле e3 · бяла пешка на черно поле f2 · бяла пешка на бяло поле g2 · бяла пешка на черно поле h2 · бял офицер на черно поле c1 | черен цар на черно поле f8 · черна пешка на черно поле a7 · черна пешка на бяло поле b7 · черна пешка на черно поле g7 · черна пешка на бяло поле h7 · черен офицер на черно поле d6 · черна пешка на бяло поле e6 · черна пешка на черно поле f6 · бяла пешка на бяло поле b5 · бяла пешка на черно поле a3 · бял цар на бяло поле d3 · бяла пешка на черно поле e3 · бяла пешка на черно поле f2 · бяла пешка на бяло поле g2 · бяла пешка на черно поле h2 · бял офицер на черно поле c1 | черен цар на черно поле f8 · черна пешка на черно поле a7 · черна пешка на бяло поле b7 · черна пешка на черно поле g7 · черна пешка на бяло поле h7 · черен офицер на черно поле d6 · черна пешка на бяло поле e6 · черна пешка на черно поле f6 · бяла пешка на бяло поле b5 · бяла пешка на черно поле a3 · бял цар на бяло поле d3 · бяла пешка на черно поле e3 · бяла пешка на черно поле f2 · бяла пешка на бяло поле g2 · бяла пешка на черно поле h2 · бял офицер на черно поле c1 | черен цар на черно поле f8 · черна пешка на черно поле a7 · черна пешка на бяло поле b7 · черна пешка на черно поле g7 · черна пешка на бяло поле h7 · черен офицер на черно поле d6 · черна пешка на бяло поле e6 · черна пешка на черно поле f6 · бяла пешка на бяло поле b5 · бяла пешка на черно поле a3 · бял цар на бяло поле d3 · бяла пешка на черно поле e3 · бяла пешка на черно поле f2 · бяла пешка на бяло поле g2 · бяла пешка на черно поле h2 · бял офицер на черно поле c1 | 4 |
| 3 | черен цар на черно поле f8 · черна пешка на черно поле a7 · черна пешка на бяло поле b7 · черна пешка на черно поле g7 · черна пешка на бяло поле h7 · черен офицер на черно поле d6 · черна пешка на бяло поле e6 · черна пешка на черно поле f6 · бяла пешка на бяло поле b5 · бяла пешка на черно поле a3 · бял цар на бяло поле d3 · бяла пешка на черно поле e3 · бяла пешка на черно поле f2 · бяла пешка на бяло поле g2 · бяла пешка на черно поле h2 · бял офицер на черно поле c1 | черен цар на черно поле f8 · черна пешка на черно поле a7 · черна пешка на бяло поле b7 · черна пешка на черно поле g7 · черна пешка на бяло поле h7 · черен офицер на черно поле d6 · черна пешка на бяло поле e6 · черна пешка на черно поле f6 · бяла пешка на бяло поле b5 · бяла пешка на черно поле a3 · бял цар на бяло поле d3 · бяла пешка на черно поле e3 · бяла пешка на черно поле f2 · бяла пешка на бяло поле g2 · бяла пешка на черно поле h2 · бял офицер на черно поле c1 | черен цар на черно поле f8 · черна пешка на черно поле a7 · черна пешка на бяло поле b7 · черна пешка на черно поле g7 · черна пешка на бяло поле h7 · черен офицер на черно поле d6 · черна пешка на бяло поле e6 · черна пешка на черно поле f6 · бяла пешка на бяло поле b5 · бяла пешка на черно поле a3 · бял цар на бяло поле d3 · бяла пешка на черно поле e3 · бяла пешка на черно поле f2 · бяла пешка на бяло поле g2 · бяла пешка на черно поле h2 · бял офицер на черно поле c1 | черен цар на черно поле f8 · черна пешка на черно поле a7 · черна пешка на бяло поле b7 · черна пешка на черно поле g7 · черна пешка на бяло поле h7 · черен офицер на черно поле d6 · черна пешка на бяло поле e6 · черна пешка на черно поле f6 · бяла пешка на бяло поле b5 · бяла пешка на черно поле a3 · бял цар на бяло поле d3 · бяла пешка на черно поле e3 · бяла пешка на черно поле f2 · бяла пешка на бяло поле g2 · бяла пешка на черно поле h2 · бял офицер на черно поле c1 | черен цар на черно поле f8 · черна пешка на черно поле a7 · черна пешка на бяло поле b7 · черна пешка на черно поле g7 · черна пешка на бяло поле h7 · черен офицер на черно поле d6 · черна пешка на бяло поле e6 · черна пешка на черно поле f6 · бяла пешка на бяло поле b5 · бяла пешка на черно поле a3 · бял цар на бяло поле d3 · бяла пешка на черно поле e3 · бяла пешка на черно поле f2 · бяла пешка на бяло поле g2 · бяла пешка на черно поле h2 · бял офицер на черно поле c1 | черен цар на черно поле f8 · черна пешка на черно поле a7 · черна пешка на бяло поле b7 · черна пешка на черно поле g7 · черна пешка на бяло поле h7 · черен офицер на черно поле d6 · черна пешка на бяло поле e6 · черна пешка на черно поле f6 · бяла пешка на бяло поле b5 · бяла пешка на черно поле a3 · бял цар на бяло поле d3 · бяла пешка на черно поле e3 · бяла пешка на черно поле f2 · бяла пешка на бяло поле g2 · бяла пешка на черно поле h2 · бял офицер на черно поле c1 | черен цар на черно поле f8 · черна пешка на черно поле a7 · черна пешка на бяло поле b7 · черна пешка на черно поле g7 · черна пешка на бяло поле h7 · черен офицер на черно поле d6 · черна пешка на бяло поле e6 · черна пешка на черно поле f6 · бяла пешка на бяло поле b5 · бяла пешка на черно поле a3 · бял цар на бяло поле d3 · бяла пешка на черно поле e3 · бяла пешка на черно поле f2 · бяла пешка на бяло поле g2 · бяла пешка на черно поле h2 · бял офицер на черно поле c1 | черен цар на черно поле f8 · черна пешка на черно поле a7 · черна пешка на бяло поле b7 · черна пешка на черно поле g7 · черна пешка на бяло поле h7 · черен офицер на черно поле d6 · черна пешка на бяло поле e6 · черна пешка на черно поле f6 · бяла пешка на бяло поле b5 · бяла пешка на черно поле a3 · бял цар на бяло поле d3 · бяла пешка на черно поле e3 · бяла пешка на черно поле f2 · бяла пешка на бяло поле g2 · бяла пешка на черно поле h2 · бял офицер на черно поле c1 | 3 |
| 2 | черен цар на черно поле f8 · черна пешка на черно поле a7 · черна пешка на бяло поле b7 · черна пешка на черно поле g7 · черна пешка на бяло поле h7 · черен офицер на черно поле d6 · черна пешка на бяло поле e6 · черна пешка на черно поле f6 · бяла пешка на бяло поле b5 · бяла пешка на черно поле a3 · бял цар на бяло поле d3 · бяла пешка на черно поле e3 · бяла пешка на черно поле f2 · бяла пешка на бяло поле g2 · бяла пешка на черно поле h2 · бял офицер на черно поле c1 | черен цар на черно поле f8 · черна пешка на черно поле a7 · черна пешка на бяло поле b7 · черна пешка на черно поле g7 · черна пешка на бяло поле h7 · черен офицер на черно поле d6 · черна пешка на бяло поле e6 · черна пешка на черно поле f6 · бяла пешка на бяло поле b5 · бяла пешка на черно поле a3 · бял цар на бяло поле d3 · бяла пешка на черно поле e3 · бяла пешка на черно поле f2 · бяла пешка на бяло поле g2 · бяла пешка на черно поле h2 · бял офицер на черно поле c1 | черен цар на черно поле f8 · черна пешка на черно поле a7 · черна пешка на бяло поле b7 · черна пешка на черно поле g7 · черна пешка на бяло поле h7 · черен офицер на черно поле d6 · черна пешка на бяло поле e6 · черна пешка на черно поле f6 · бяла пешка на бяло поле b5 · бяла пешка на черно поле a3 · бял цар на бяло поле d3 · бяла пешка на черно поле e3 · бяла пешка на черно поле f2 · бяла пешка на бяло поле g2 · бяла пешка на черно поле h2 · бял офицер на черно поле c1 | черен цар на черно поле f8 · черна пешка на черно поле a7 · черна пешка на бяло поле b7 · черна пешка на черно поле g7 · черна пешка на бяло поле h7 · черен офицер на черно поле d6 · черна пешка на бяло поле e6 · черна пешка на черно поле f6 · бяла пешка на бяло поле b5 · бяла пешка на черно поле a3 · бял цар на бяло поле d3 · бяла пешка на черно поле e3 · бяла пешка на черно поле f2 · бяла пешка на бяло поле g2 · бяла пешка на черно поле h2 · бял офицер на черно поле c1 | черен цар на черно поле f8 · черна пешка на черно поле a7 · черна пешка на бяло поле b7 · черна пешка на черно поле g7 · черна пешка на бяло поле h7 · черен офицер на черно поле d6 · черна пешка на бяло поле e6 · черна пешка на черно поле f6 · бяла пешка на бяло поле b5 · бяла пешка на черно поле a3 · бял цар на бяло поле d3 · бяла пешка на черно поле e3 · бяла пешка на черно поле f2 · бяла пешка на бяло поле g2 · бяла пешка на черно поле h2 · бял офицер на черно поле c1 | черен цар на черно поле f8 · черна пешка на черно поле a7 · черна пешка на бяло поле b7 · черна пешка на черно поле g7 · черна пешка на бяло поле h7 · черен офицер на черно поле d6 · черна пешка на бяло поле e6 · черна пешка на черно поле f6 · бяла пешка на бяло поле b5 · бяла пешка на черно поле a3 · бял цар на бяло поле d3 · бяла пешка на черно поле e3 · бяла пешка на черно поле f2 · бяла пешка на бяло поле g2 · бяла пешка на черно поле h2 · бял офицер на черно поле c1 | черен цар на черно поле f8 · черна пешка на черно поле a7 · черна пешка на бяло поле b7 · черна пешка на черно поле g7 · черна пешка на бяло поле h7 · черен офицер на черно поле d6 · черна пешка на бяло поле e6 · черна пешка на черно поле f6 · бяла пешка на бяло поле b5 · бяла пешка на черно поле a3 · бял цар на бяло поле d3 · бяла пешка на черно поле e3 · бяла пешка на черно поле f2 · бяла пешка на бяло поле g2 · бяла пешка на черно поле h2 · бял офицер на черно поле c1 | черен цар на черно поле f8 · черна пешка на черно поле a7 · черна пешка на бяло поле b7 · черна пешка на черно поле g7 · черна пешка на бяло поле h7 · черен офицер на черно поле d6 · черна пешка на бяло поле e6 · черна пешка на черно поле f6 · бяла пешка на бяло поле b5 · бяла пешка на черно поле a3 · бял цар на бяло поле d3 · бяла пешка на черно поле e3 · бяла пешка на черно поле f2 · бяла пешка на бяло поле g2 · бяла пешка на черно поле h2 · бял офицер на черно поле c1 | 2 |
| 1 | черен цар на черно поле f8 · черна пешка на черно поле a7 · черна пешка на бяло поле b7 · черна пешка на черно поле g7 · черна пешка на бяло поле h7 · черен офицер на черно поле d6 · черна пешка на бяло поле e6 · черна пешка на черно поле f6 · бяла пешка на бяло поле b5 · бяла пешка на черно поле a3 · бял цар на бяло поле d3 · бяла пешка на черно поле e3 · бяла пешка на черно поле f2 · бяла пешка на бяло поле g2 · бяла пешка на черно поле h2 · бял офицер на черно поле c1 | черен цар на черно поле f8 · черна пешка на черно поле a7 · черна пешка на бяло поле b7 · черна пешка на черно поле g7 · черна пешка на бяло поле h7 · черен офицер на черно поле d6 · черна пешка на бяло поле e6 · черна пешка на черно поле f6 · бяла пешка на бяло поле b5 · бяла пешка на черно поле a3 · бял цар на бяло поле d3 · бяла пешка на черно поле e3 · бяла пешка на черно поле f2 · бяла пешка на бяло поле g2 · бяла пешка на черно поле h2 · бял офицер на черно поле c1 | черен цар на черно поле f8 · черна пешка на черно поле a7 · черна пешка на бяло поле b7 · черна пешка на черно поле g7 · черна пешка на бяло поле h7 · черен офицер на черно поле d6 · черна пешка на бяло поле e6 · черна пешка на черно поле f6 · бяла пешка на бяло поле b5 · бяла пешка на черно поле a3 · бял цар на бяло поле d3 · бяла пешка на черно поле e3 · бяла пешка на черно поле f2 · бяла пешка на бяло поле g2 · бяла пешка на черно поле h2 · бял офицер на черно поле c1 | черен цар на черно поле f8 · черна пешка на черно поле a7 · черна пешка на бяло поле b7 · черна пешка на черно поле g7 · черна пешка на бяло поле h7 · черен офицер на черно поле d6 · черна пешка на бяло поле e6 · черна пешка на черно поле f6 · бяла пешка на бяло поле b5 · бяла пешка на черно поле a3 · бял цар на бяло поле d3 · бяла пешка на черно поле e3 · бяла пешка на черно поле f2 · бяла пешка на бяло поле g2 · бяла пешка на черно поле h2 · бял офицер на черно поле c1 | черен цар на черно поле f8 · черна пешка на черно поле a7 · черна пешка на бяло поле b7 · черна пешка на черно поле g7 · черна пешка на бяло поле h7 · черен офицер на черно поле d6 · черна пешка на бяло поле e6 · черна пешка на черно поле f6 · бяла пешка на бяло поле b5 · бяла пешка на черно поле a3 · бял цар на бяло поле d3 · бяла пешка на черно поле e3 · бяла пешка на черно поле f2 · бяла пешка на бяло поле g2 · бяла пешка на черно поле h2 · бял офицер на черно поле c1 | черен цар на черно поле f8 · черна пешка на черно поле a7 · черна пешка на бяло поле b7 · черна пешка на черно поле g7 · черна пешка на бяло поле h7 · черен офицер на черно поле d6 · черна пешка на бяло поле e6 · черна пешка на черно поле f6 · бяла пешка на бяло поле b5 · бяла пешка на черно поле a3 · бял цар на бяло поле d3 · бяла пешка на черно поле e3 · бяла пешка на черно поле f2 · бяла пешка на бяло поле g2 · бяла пешка на черно поле h2 · бял офицер на черно поле c1 | черен цар на черно поле f8 · черна пешка на черно поле a7 · черна пешка на бяло поле b7 · черна пешка на черно поле g7 · черна пешка на бяло поле h7 · черен офицер на черно поле d6 · черна пешка на бяло поле e6 · черна пешка на черно поле f6 · бяла пешка на бяло поле b5 · бяла пешка на черно поле a3 · бял цар на бяло поле d3 · бяла пешка на черно поле e3 · бяла пешка на черно поле f2 · бяла пешка на бяло поле g2 · бяла пешка на черно поле h2 · бял офицер на черно поле c1 | черен цар на черно поле f8 · черна пешка на черно поле a7 · черна пешка на бяло поле b7 · черна пешка на черно поле g7 · черна пешка на бяло поле h7 · черен офицер на черно поле d6 · черна пешка на бяло поле e6 · черна пешка на черно поле f6 · бяла пешка на бяло поле b5 · бяла пешка на черно поле a3 · бял цар на бяло поле d3 · бяла пешка на черно поле e3 · бяла пешка на черно поле f2 · бяла пешка на бяло поле g2 · бяла пешка на черно поле h2 · бял офицер на черно поле c1 | 1 |
|   | a | b | c | d | e | f | g | h |   |

„Мачът на века“ започва на 11 юли 1972 г. В първата партия Фишер губи нетипично за него прост ендшпил пред публика от 3000 души. Партията започва без Фишер в залата, който пристига седем минути след като Спаски изиграва първия ход, стиска ръката на Спаски и заиграва. На 29. ход Фишер взима „отровна пешка“ и губи партията (вж. диаграмата) 
|   | a | b | c | d | e | f | g | h |   |
| 8 | черен топ на бяло поле a8 · черен офицер на бяло поле c8 · черна дама на черно поле d8 · черен топ на бяло поле e8 · черен цар на бяло поле g8 · черна пешка на черно поле a7 · черна пешка на бяло поле b7 · черен кон на бяло поле d7 · черна пешка на бяло поле f7 · черен офицер на черно поле g7 · черна пешка на бяло поле h7 · черна пешка на черно поле d6 · черен кон на черно поле f6 · черна пешка на бяло поле g6 · черна пешка на черно поле c5 · бяла пешка на бяло поле d5 · бяла пешка на бяло поле e4 · бял кон на черно поле c3 · бяла пешка на бяло поле a2 · бяла пешка на черно поле b2 · бяла дама на бяло поле c2 · бял кон на черно поле d2 · бял офицер на бяло поле e2 · бяла пешка на черно поле f2 · бяла пешка на бяло поле g2 · бяла пешка на черно поле h2 · бял топ на черно поле a1 · бял офицер на черно поле c1 · бял топ на бяло поле f1 · бял цар на черно поле g1 | черен топ на бяло поле a8 · черен офицер на бяло поле c8 · черна дама на черно поле d8 · черен топ на бяло поле e8 · черен цар на бяло поле g8 · черна пешка на черно поле a7 · черна пешка на бяло поле b7 · черен кон на бяло поле d7 · черна пешка на бяло поле f7 · черен офицер на черно поле g7 · черна пешка на бяло поле h7 · черна пешка на черно поле d6 · черен кон на черно поле f6 · черна пешка на бяло поле g6 · черна пешка на черно поле c5 · бяла пешка на бяло поле d5 · бяла пешка на бяло поле e4 · бял кон на черно поле c3 · бяла пешка на бяло поле a2 · бяла пешка на черно поле b2 · бяла дама на бяло поле c2 · бял кон на черно поле d2 · бял офицер на бяло поле e2 · бяла пешка на черно поле f2 · бяла пешка на бяло поле g2 · бяла пешка на черно поле h2 · бял топ на черно поле a1 · бял офицер на черно поле c1 · бял топ на бяло поле f1 · бял цар на черно поле g1 | черен топ на бяло поле a8 · черен офицер на бяло поле c8 · черна дама на черно поле d8 · черен топ на бяло поле e8 · черен цар на бяло поле g8 · черна пешка на черно поле a7 · черна пешка на бяло поле b7 · черен кон на бяло поле d7 · черна пешка на бяло поле f7 · черен офицер на черно поле g7 · черна пешка на бяло поле h7 · черна пешка на черно поле d6 · черен кон на черно поле f6 · черна пешка на бяло поле g6 · черна пешка на черно поле c5 · бяла пешка на бяло поле d5 · бяла пешка на бяло поле e4 · бял кон на черно поле c3 · бяла пешка на бяло поле a2 · бяла пешка на черно поле b2 · бяла дама на бяло поле c2 · бял кон на черно поле d2 · бял офицер на бяло поле e2 · бяла пешка на черно поле f2 · бяла пешка на бяло поле g2 · бяла пешка на черно поле h2 · бял топ на черно поле a1 · бял офицер на черно поле c1 · бял топ на бяло поле f1 · бял цар на черно поле g1 | черен топ на бяло поле a8 · черен офицер на бяло поле c8 · черна дама на черно поле d8 · черен топ на бяло поле e8 · черен цар на бяло поле g8 · черна пешка на черно поле a7 · черна пешка на бяло поле b7 · черен кон на бяло поле d7 · черна пешка на бяло поле f7 · черен офицер на черно поле g7 · черна пешка на бяло поле h7 · черна пешка на черно поле d6 · черен кон на черно поле f6 · черна пешка на бяло поле g6 · черна пешка на черно поле c5 · бяла пешка на бяло поле d5 · бяла пешка на бяло поле e4 · бял кон на черно поле c3 · бяла пешка на бяло поле a2 · бяла пешка на черно поле b2 · бяла дама на бяло поле c2 · бял кон на черно поле d2 · бял офицер на бяло поле e2 · бяла пешка на черно поле f2 · бяла пешка на бяло поле g2 · бяла пешка на черно поле h2 · бял топ на черно поле a1 · бял офицер на черно поле c1 · бял топ на бяло поле f1 · бял цар на черно поле g1 | черен топ на бяло поле a8 · черен офицер на бяло поле c8 · черна дама на черно поле d8 · черен топ на бяло поле e8 · черен цар на бяло поле g8 · черна пешка на черно поле a7 · черна пешка на бяло поле b7 · черен кон на бяло поле d7 · черна пешка на бяло поле f7 · черен офицер на черно поле g7 · черна пешка на бяло поле h7 · черна пешка на черно поле d6 · черен кон на черно поле f6 · черна пешка на бяло поле g6 · черна пешка на черно поле c5 · бяла пешка на бяло поле d5 · бяла пешка на бяло поле e4 · бял кон на черно поле c3 · бяла пешка на бяло поле a2 · бяла пешка на черно поле b2 · бяла дама на бяло поле c2 · бял кон на черно поле d2 · бял офицер на бяло поле e2 · бяла пешка на черно поле f2 · бяла пешка на бяло поле g2 · бяла пешка на черно поле h2 · бял топ на черно поле a1 · бял офицер на черно поле c1 · бял топ на бяло поле f1 · бял цар на черно поле g1 | черен топ на бяло поле a8 · черен офицер на бяло поле c8 · черна дама на черно поле d8 · черен топ на бяло поле e8 · черен цар на бяло поле g8 · черна пешка на черно поле a7 · черна пешка на бяло поле b7 · черен кон на бяло поле d7 · черна пешка на бяло поле f7 · черен офицер на черно поле g7 · черна пешка на бяло поле h7 · черна пешка на черно поле d6 · черен кон на черно поле f6 · черна пешка на бяло поле g6 · черна пешка на черно поле c5 · бяла пешка на бяло поле d5 · бяла пешка на бяло поле e4 · бял кон на черно поле c3 · бяла пешка на бяло поле a2 · бяла пешка на черно поле b2 · бяла дама на бяло поле c2 · бял кон на черно поле d2 · бял офицер на бяло поле e2 · бяла пешка на черно поле f2 · бяла пешка на бяло поле g2 · бяла пешка на черно поле h2 · бял топ на черно поле a1 · бял офицер на черно поле c1 · бял топ на бяло поле f1 · бял цар на черно поле g1 | черен топ на бяло поле a8 · черен офицер на бяло поле c8 · черна дама на черно поле d8 · черен топ на бяло поле e8 · черен цар на бяло поле g8 · черна пешка на черно поле a7 · черна пешка на бяло поле b7 · черен кон на бяло поле d7 · черна пешка на бяло поле f7 · черен офицер на черно поле g7 · черна пешка на бяло поле h7 · черна пешка на черно поле d6 · черен кон на черно поле f6 · черна пешка на бяло поле g6 · черна пешка на черно поле c5 · бяла пешка на бяло поле d5 · бяла пешка на бяло поле e4 · бял кон на черно поле c3 · бяла пешка на бяло поле a2 · бяла пешка на черно поле b2 · бяла дама на бяло поле c2 · бял кон на черно поле d2 · бял офицер на бяло поле e2 · бяла пешка на черно поле f2 · бяла пешка на бяло поле g2 · бяла пешка на черно поле h2 · бял топ на черно поле a1 · бял офицер на черно поле c1 · бял топ на бяло поле f1 · бял цар на черно поле g1 | черен топ на бяло поле a8 · черен офицер на бяло поле c8 · черна дама на черно поле d8 · черен топ на бяло поле e8 · черен цар на бяло поле g8 · черна пешка на черно поле a7 · черна пешка на бяло поле b7 · черен кон на бяло поле d7 · черна пешка на бяло поле f7 · черен офицер на черно поле g7 · черна пешка на бяло поле h7 · черна пешка на черно поле d6 · черен кон на черно поле f6 · черна пешка на бяло поле g6 · черна пешка на черно поле c5 · бяла пешка на бяло поле d5 · бяла пешка на бяло поле e4 · бял кон на черно поле c3 · бяла пешка на бяло поле a2 · бяла пешка на черно поле b2 · бяла дама на бяло поле c2 · бял кон на черно поле d2 · бял офицер на бяло поле e2 · бяла пешка на черно поле f2 · бяла пешка на бяло поле g2 · бяла пешка на черно поле h2 · бял топ на черно поле a1 · бял офицер на черно поле c1 · бял топ на бяло поле f1 · бял цар на черно поле g1 | 8 |
| 7 | черен топ на бяло поле a8 · черен офицер на бяло поле c8 · черна дама на черно поле d8 · черен топ на бяло поле e8 · черен цар на бяло поле g8 · черна пешка на черно поле a7 · черна пешка на бяло поле b7 · черен кон на бяло поле d7 · черна пешка на бяло поле f7 · черен офицер на черно поле g7 · черна пешка на бяло поле h7 · черна пешка на черно поле d6 · черен кон на черно поле f6 · черна пешка на бяло поле g6 · черна пешка на черно поле c5 · бяла пешка на бяло поле d5 · бяла пешка на бяло поле e4 · бял кон на черно поле c3 · бяла пешка на бяло поле a2 · бяла пешка на черно поле b2 · бяла дама на бяло поле c2 · бял кон на черно поле d2 · бял офицер на бяло поле e2 · бяла пешка на черно поле f2 · бяла пешка на бяло поле g2 · бяла пешка на черно поле h2 · бял топ на черно поле a1 · бял офицер на черно поле c1 · бял топ на бяло поле f1 · бял цар на черно поле g1 | черен топ на бяло поле a8 · черен офицер на бяло поле c8 · черна дама на черно поле d8 · черен топ на бяло поле e8 · черен цар на бяло поле g8 · черна пешка на черно поле a7 · черна пешка на бяло поле b7 · черен кон на бяло поле d7 · черна пешка на бяло поле f7 · черен офицер на черно поле g7 · черна пешка на бяло поле h7 · черна пешка на черно поле d6 · черен кон на черно поле f6 · черна пешка на бяло поле g6 · черна пешка на черно поле c5 · бяла пешка на бяло поле d5 · бяла пешка на бяло поле e4 · бял кон на черно поле c3 · бяла пешка на бяло поле a2 · бяла пешка на черно поле b2 · бяла дама на бяло поле c2 · бял кон на черно поле d2 · бял офицер на бяло поле e2 · бяла пешка на черно поле f2 · бяла пешка на бяло поле g2 · бяла пешка на черно поле h2 · бял топ на черно поле a1 · бял офицер на черно поле c1 · бял топ на бяло поле f1 · бял цар на черно поле g1 | черен топ на бяло поле a8 · черен офицер на бяло поле c8 · черна дама на черно поле d8 · черен топ на бяло поле e8 · черен цар на бяло поле g8 · черна пешка на черно поле a7 · черна пешка на бяло поле b7 · черен кон на бяло поле d7 · черна пешка на бяло поле f7 · черен офицер на черно поле g7 · черна пешка на бяло поле h7 · черна пешка на черно поле d6 · черен кон на черно поле f6 · черна пешка на бяло поле g6 · черна пешка на черно поле c5 · бяла пешка на бяло поле d5 · бяла пешка на бяло поле e4 · бял кон на черно поле c3 · бяла пешка на бяло поле a2 · бяла пешка на черно поле b2 · бяла дама на бяло поле c2 · бял кон на черно поле d2 · бял офицер на бяло поле e2 · бяла пешка на черно поле f2 · бяла пешка на бяло поле g2 · бяла пешка на черно поле h2 · бял топ на черно поле a1 · бял офицер на черно поле c1 · бял топ на бяло поле f1 · бял цар на черно поле g1 | черен топ на бяло поле a8 · черен офицер на бяло поле c8 · черна дама на черно поле d8 · черен топ на бяло поле e8 · черен цар на бяло поле g8 · черна пешка на черно поле a7 · черна пешка на бяло поле b7 · черен кон на бяло поле d7 · черна пешка на бяло поле f7 · черен офицер на черно поле g7 · черна пешка на бяло поле h7 · черна пешка на черно поле d6 · черен кон на черно поле f6 · черна пешка на бяло поле g6 · черна пешка на черно поле c5 · бяла пешка на бяло поле d5 · бяла пешка на бяло поле e4 · бял кон на черно поле c3 · бяла пешка на бяло поле a2 · бяла пешка на черно поле b2 · бяла дама на бяло поле c2 · бял кон на черно поле d2 · бял офицер на бяло поле e2 · бяла пешка на черно поле f2 · бяла пешка на бяло поле g2 · бяла пешка на черно поле h2 · бял топ на черно поле a1 · бял офицер на черно поле c1 · бял топ на бяло поле f1 · бял цар на черно поле g1 | черен топ на бяло поле a8 · черен офицер на бяло поле c8 · черна дама на черно поле d8 · черен топ на бяло поле e8 · черен цар на бяло поле g8 · черна пешка на черно поле a7 · черна пешка на бяло поле b7 · черен кон на бяло поле d7 · черна пешка на бяло поле f7 · черен офицер на черно поле g7 · черна пешка на бяло поле h7 · черна пешка на черно поле d6 · черен кон на черно поле f6 · черна пешка на бяло поле g6 · черна пешка на черно поле c5 · бяла пешка на бяло поле d5 · бяла пешка на бяло поле e4 · бял кон на черно поле c3 · бяла пешка на бяло поле a2 · бяла пешка на черно поле b2 · бяла дама на бяло поле c2 · бял кон на черно поле d2 · бял офицер на бяло поле e2 · бяла пешка на черно поле f2 · бяла пешка на бяло поле g2 · бяла пешка на черно поле h2 · бял топ на черно поле a1 · бял офицер на черно поле c1 · бял топ на бяло поле f1 · бял цар на черно поле g1 | черен топ на бяло поле a8 · черен офицер на бяло поле c8 · черна дама на черно поле d8 · черен топ на бяло поле e8 · черен цар на бяло поле g8 · черна пешка на черно поле a7 · черна пешка на бяло поле b7 · черен кон на бяло поле d7 · черна пешка на бяло поле f7 · черен офицер на черно поле g7 · черна пешка на бяло поле h7 · черна пешка на черно поле d6 · черен кон на черно поле f6 · черна пешка на бяло поле g6 · черна пешка на черно поле c5 · бяла пешка на бяло поле d5 · бяла пешка на бяло поле e4 · бял кон на черно поле c3 · бяла пешка на бяло поле a2 · бяла пешка на черно поле b2 · бяла дама на бяло поле c2 · бял кон на черно поле d2 · бял офицер на бяло поле e2 · бяла пешка на черно поле f2 · бяла пешка на бяло поле g2 · бяла пешка на черно поле h2 · бял топ на черно поле a1 · бял офицер на черно поле c1 · бял топ на бяло поле f1 · бял цар на черно поле g1 | черен топ на бяло поле a8 · черен офицер на бяло поле c8 · черна дама на черно поле d8 · черен топ на бяло поле e8 · черен цар на бяло поле g8 · черна пешка на черно поле a7 · черна пешка на бяло поле b7 · черен кон на бяло поле d7 · черна пешка на бяло поле f7 · черен офицер на черно поле g7 · черна пешка на бяло поле h7 · черна пешка на черно поле d6 · черен кон на черно поле f6 · черна пешка на бяло поле g6 · черна пешка на черно поле c5 · бяла пешка на бяло поле d5 · бяла пешка на бяло поле e4 · бял кон на черно поле c3 · бяла пешка на бяло поле a2 · бяла пешка на черно поле b2 · бяла дама на бяло поле c2 · бял кон на черно поле d2 · бял офицер на бяло поле e2 · бяла пешка на черно поле f2 · бяла пешка на бяло поле g2 · бяла пешка на черно поле h2 · бял топ на черно поле a1 · бял офицер на черно поле c1 · бял топ на бяло поле f1 · бял цар на черно поле g1 | черен топ на бяло поле a8 · черен офицер на бяло поле c8 · черна дама на черно поле d8 · черен топ на бяло поле e8 · черен цар на бяло поле g8 · черна пешка на черно поле a7 · черна пешка на бяло поле b7 · черен кон на бяло поле d7 · черна пешка на бяло поле f7 · черен офицер на черно поле g7 · черна пешка на бяло поле h7 · черна пешка на черно поле d6 · черен кон на черно поле f6 · черна пешка на бяло поле g6 · черна пешка на черно поле c5 · бяла пешка на бяло поле d5 · бяла пешка на бяло поле e4 · бял кон на черно поле c3 · бяла пешка на бяло поле a2 · бяла пешка на черно поле b2 · бяла дама на бяло поле c2 · бял кон на черно поле d2 · бял офицер на бяло поле e2 · бяла пешка на черно поле f2 · бяла пешка на бяло поле g2 · бяла пешка на черно поле h2 · бял топ на черно поле a1 · бял офицер на черно поле c1 · бял топ на бяло поле f1 · бял цар на черно поле g1 | 7 |
| 6 | черен топ на бяло поле a8 · черен офицер на бяло поле c8 · черна дама на черно поле d8 · черен топ на бяло поле e8 · черен цар на бяло поле g8 · черна пешка на черно поле a7 · черна пешка на бяло поле b7 · черен кон на бяло поле d7 · черна пешка на бяло поле f7 · черен офицер на черно поле g7 · черна пешка на бяло поле h7 · черна пешка на черно поле d6 · черен кон на черно поле f6 · черна пешка на бяло поле g6 · черна пешка на черно поле c5 · бяла пешка на бяло поле d5 · бяла пешка на бяло поле e4 · бял кон на черно поле c3 · бяла пешка на бяло поле a2 · бяла пешка на черно поле b2 · бяла дама на бяло поле c2 · бял кон на черно поле d2 · бял офицер на бяло поле e2 · бяла пешка на черно поле f2 · бяла пешка на бяло поле g2 · бяла пешка на черно поле h2 · бял топ на черно поле a1 · бял офицер на черно поле c1 · бял топ на бяло поле f1 · бял цар на черно поле g1 | черен топ на бяло поле a8 · черен офицер на бяло поле c8 · черна дама на черно поле d8 · черен топ на бяло поле e8 · черен цар на бяло поле g8 · черна пешка на черно поле a7 · черна пешка на бяло поле b7 · черен кон на бяло поле d7 · черна пешка на бяло поле f7 · черен офицер на черно поле g7 · черна пешка на бяло поле h7 · черна пешка на черно поле d6 · черен кон на черно поле f6 · черна пешка на бяло поле g6 · черна пешка на черно поле c5 · бяла пешка на бяло поле d5 · бяла пешка на бяло поле e4 · бял кон на черно поле c3 · бяла пешка на бяло поле a2 · бяла пешка на черно поле b2 · бяла дама на бяло поле c2 · бял кон на черно поле d2 · бял офицер на бяло поле e2 · бяла пешка на черно поле f2 · бяла пешка на бяло поле g2 · бяла пешка на черно поле h2 · бял топ на черно поле a1 · бял офицер на черно поле c1 · бял топ на бяло поле f1 · бял цар на черно поле g1 | черен топ на бяло поле a8 · черен офицер на бяло поле c8 · черна дама на черно поле d8 · черен топ на бяло поле e8 · черен цар на бяло поле g8 · черна пешка на черно поле a7 · черна пешка на бяло поле b7 · черен кон на бяло поле d7 · черна пешка на бяло поле f7 · черен офицер на черно поле g7 · черна пешка на бяло поле h7 · черна пешка на черно поле d6 · черен кон на черно поле f6 · черна пешка на бяло поле g6 · черна пешка на черно поле c5 · бяла пешка на бяло поле d5 · бяла пешка на бяло поле e4 · бял кон на черно поле c3 · бяла пешка на бяло поле a2 · бяла пешка на черно поле b2 · бяла дама на бяло поле c2 · бял кон на черно поле d2 · бял офицер на бяло поле e2 · бяла пешка на черно поле f2 · бяла пешка на бяло поле g2 · бяла пешка на черно поле h2 · бял топ на черно поле a1 · бял офицер на черно поле c1 · бял топ на бяло поле f1 · бял цар на черно поле g1 | черен топ на бяло поле a8 · черен офицер на бяло поле c8 · черна дама на черно поле d8 · черен топ на бяло поле e8 · черен цар на бяло поле g8 · черна пешка на черно поле a7 · черна пешка на бяло поле b7 · черен кон на бяло поле d7 · черна пешка на бяло поле f7 · черен офицер на черно поле g7 · черна пешка на бяло поле h7 · черна пешка на черно поле d6 · черен кон на черно поле f6 · черна пешка на бяло поле g6 · черна пешка на черно поле c5 · бяла пешка на бяло поле d5 · бяла пешка на бяло поле e4 · бял кон на черно поле c3 · бяла пешка на бяло поле a2 · бяла пешка на черно поле b2 · бяла дама на бяло поле c2 · бял кон на черно поле d2 · бял офицер на бяло поле e2 · бяла пешка на черно поле f2 · бяла пешка на бяло поле g2 · бяла пешка на черно поле h2 · бял топ на черно поле a1 · бял офицер на черно поле c1 · бял топ на бяло поле f1 · бял цар на черно поле g1 | черен топ на бяло поле a8 · черен офицер на бяло поле c8 · черна дама на черно поле d8 · черен топ на бяло поле e8 · черен цар на бяло поле g8 · черна пешка на черно поле a7 · черна пешка на бяло поле b7 · черен кон на бяло поле d7 · черна пешка на бяло поле f7 · черен офицер на черно поле g7 · черна пешка на бяло поле h7 · черна пешка на черно поле d6 · черен кон на черно поле f6 · черна пешка на бяло поле g6 · черна пешка на черно поле c5 · бяла пешка на бяло поле d5 · бяла пешка на бяло поле e4 · бял кон на черно поле c3 · бяла пешка на бяло поле a2 · бяла пешка на черно поле b2 · бяла дама на бяло поле c2 · бял кон на черно поле d2 · бял офицер на бяло поле e2 · бяла пешка на черно поле f2 · бяла пешка на бяло поле g2 · бяла пешка на черно поле h2 · бял топ на черно поле a1 · бял офицер на черно поле c1 · бял топ на бяло поле f1 · бял цар на черно поле g1 | черен топ на бяло поле a8 · черен офицер на бяло поле c8 · черна дама на черно поле d8 · черен топ на бяло поле e8 · черен цар на бяло поле g8 · черна пешка на черно поле a7 · черна пешка на бяло поле b7 · черен кон на бяло поле d7 · черна пешка на бяло поле f7 · черен офицер на черно поле g7 · черна пешка на бяло поле h7 · черна пешка на черно поле d6 · черен кон на черно поле f6 · черна пешка на бяло поле g6 · черна пешка на черно поле c5 · бяла пешка на бяло поле d5 · бяла пешка на бяло поле e4 · бял кон на черно поле c3 · бяла пешка на бяло поле a2 · бяла пешка на черно поле b2 · бяла дама на бяло поле c2 · бял кон на черно поле d2 · бял офицер на бяло поле e2 · бяла пешка на черно поле f2 · бяла пешка на бяло поле g2 · бяла пешка на черно поле h2 · бял топ на черно поле a1 · бял офицер на черно поле c1 · бял топ на бяло поле f1 · бял цар на черно поле g1 | черен топ на бяло поле a8 · черен офицер на бяло поле c8 · черна дама на черно поле d8 · черен топ на бяло поле e8 · черен цар на бяло поле g8 · черна пешка на черно поле a7 · черна пешка на бяло поле b7 · черен кон на бяло поле d7 · черна пешка на бяло поле f7 · черен офицер на черно поле g7 · черна пешка на бяло поле h7 · черна пешка на черно поле d6 · черен кон на черно поле f6 · черна пешка на бяло поле g6 · черна пешка на черно поле c5 · бяла пешка на бяло поле d5 · бяла пешка на бяло поле e4 · бял кон на черно поле c3 · бяла пешка на бяло поле a2 · бяла пешка на черно поле b2 · бяла дама на бяло поле c2 · бял кон на черно поле d2 · бял офицер на бяло поле e2 · бяла пешка на черно поле f2 · бяла пешка на бяло поле g2 · бяла пешка на черно поле h2 · бял топ на черно поле a1 · бял офицер на черно поле c1 · бял топ на бяло поле f1 · бял цар на черно поле g1 | черен топ на бяло поле a8 · черен офицер на бяло поле c8 · черна дама на черно поле d8 · черен топ на бяло поле e8 · черен цар на бяло поле g8 · черна пешка на черно поле a7 · черна пешка на бяло поле b7 · черен кон на бяло поле d7 · черна пешка на бяло поле f7 · черен офицер на черно поле g7 · черна пешка на бяло поле h7 · черна пешка на черно поле d6 · черен кон на черно поле f6 · черна пешка на бяло поле g6 · черна пешка на черно поле c5 · бяла пешка на бяло поле d5 · бяла пешка на бяло поле e4 · бял кон на черно поле c3 · бяла пешка на бяло поле a2 · бяла пешка на черно поле b2 · бяла дама на бяло поле c2 · бял кон на черно поле d2 · бял офицер на бяло поле e2 · бяла пешка на черно поле f2 · бяла пешка на бяло поле g2 · бяла пешка на черно поле h2 · бял топ на черно поле a1 · бял офицер на черно поле c1 · бял топ на бяло поле f1 · бял цар на черно поле g1 | 6 |
| 5 | черен топ на бяло поле a8 · черен офицер на бяло поле c8 · черна дама на черно поле d8 · черен топ на бяло поле e8 · черен цар на бяло поле g8 · черна пешка на черно поле a7 · черна пешка на бяло поле b7 · черен кон на бяло поле d7 · черна пешка на бяло поле f7 · черен офицер на черно поле g7 · черна пешка на бяло поле h7 · черна пешка на черно поле d6 · черен кон на черно поле f6 · черна пешка на бяло поле g6 · черна пешка на черно поле c5 · бяла пешка на бяло поле d5 · бяла пешка на бяло поле e4 · бял кон на черно поле c3 · бяла пешка на бяло поле a2 · бяла пешка на черно поле b2 · бяла дама на бяло поле c2 · бял кон на черно поле d2 · бял офицер на бяло поле e2 · бяла пешка на черно поле f2 · бяла пешка на бяло поле g2 · бяла пешка на черно поле h2 · бял топ на черно поле a1 · бял офицер на черно поле c1 · бял топ на бяло поле f1 · бял цар на черно поле g1 | черен топ на бяло поле a8 · черен офицер на бяло поле c8 · черна дама на черно поле d8 · черен топ на бяло поле e8 · черен цар на бяло поле g8 · черна пешка на черно поле a7 · черна пешка на бяло поле b7 · черен кон на бяло поле d7 · черна пешка на бяло поле f7 · черен офицер на черно поле g7 · черна пешка на бяло поле h7 · черна пешка на черно поле d6 · черен кон на черно поле f6 · черна пешка на бяло поле g6 · черна пешка на черно поле c5 · бяла пешка на бяло поле d5 · бяла пешка на бяло поле e4 · бял кон на черно поле c3 · бяла пешка на бяло поле a2 · бяла пешка на черно поле b2 · бяла дама на бяло поле c2 · бял кон на черно поле d2 · бял офицер на бяло поле e2 · бяла пешка на черно поле f2 · бяла пешка на бяло поле g2 · бяла пешка на черно поле h2 · бял топ на черно поле a1 · бял офицер на черно поле c1 · бял топ на бяло поле f1 · бял цар на черно поле g1 | черен топ на бяло поле a8 · черен офицер на бяло поле c8 · черна дама на черно поле d8 · черен топ на бяло поле e8 · черен цар на бяло поле g8 · черна пешка на черно поле a7 · черна пешка на бяло поле b7 · черен кон на бяло поле d7 · черна пешка на бяло поле f7 · черен офицер на черно поле g7 · черна пешка на бяло поле h7 · черна пешка на черно поле d6 · черен кон на черно поле f6 · черна пешка на бяло поле g6 · черна пешка на черно поле c5 · бяла пешка на бяло поле d5 · бяла пешка на бяло поле e4 · бял кон на черно поле c3 · бяла пешка на бяло поле a2 · бяла пешка на черно поле b2 · бяла дама на бяло поле c2 · бял кон на черно поле d2 · бял офицер на бяло поле e2 · бяла пешка на черно поле f2 · бяла пешка на бяло поле g2 · бяла пешка на черно поле h2 · бял топ на черно поле a1 · бял офицер на черно поле c1 · бял топ на бяло поле f1 · бял цар на черно поле g1 | черен топ на бяло поле a8 · черен офицер на бяло поле c8 · черна дама на черно поле d8 · черен топ на бяло поле e8 · черен цар на бяло поле g8 · черна пешка на черно поле a7 · черна пешка на бяло поле b7 · черен кон на бяло поле d7 · черна пешка на бяло поле f7 · черен офицер на черно поле g7 · черна пешка на бяло поле h7 · черна пешка на черно поле d6 · черен кон на черно поле f6 · черна пешка на бяло поле g6 · черна пешка на черно поле c5 · бяла пешка на бяло поле d5 · бяла пешка на бяло поле e4 · бял кон на черно поле c3 · бяла пешка на бяло поле a2 · бяла пешка на черно поле b2 · бяла дама на бяло поле c2 · бял кон на черно поле d2 · бял офицер на бяло поле e2 · бяла пешка на черно поле f2 · бяла пешка на бяло поле g2 · бяла пешка на черно поле h2 · бял топ на черно поле a1 · бял офицер на черно поле c1 · бял топ на бяло поле f1 · бял цар на черно поле g1 | черен топ на бяло поле a8 · черен офицер на бяло поле c8 · черна дама на черно поле d8 · черен топ на бяло поле e8 · черен цар на бяло поле g8 · черна пешка на черно поле a7 · черна пешка на бяло поле b7 · черен кон на бяло поле d7 · черна пешка на бяло поле f7 · черен офицер на черно поле g7 · черна пешка на бяло поле h7 · черна пешка на черно поле d6 · черен кон на черно поле f6 · черна пешка на бяло поле g6 · черна пешка на черно поле c5 · бяла пешка на бяло поле d5 · бяла пешка на бяло поле e4 · бял кон на черно поле c3 · бяла пешка на бяло поле a2 · бяла пешка на черно поле b2 · бяла дама на бяло поле c2 · бял кон на черно поле d2 · бял офицер на бяло поле e2 · бяла пешка на черно поле f2 · бяла пешка на бяло поле g2 · бяла пешка на черно поле h2 · бял топ на черно поле a1 · бял офицер на черно поле c1 · бял топ на бяло поле f1 · бял цар на черно поле g1 | черен топ на бяло поле a8 · черен офицер на бяло поле c8 · черна дама на черно поле d8 · черен топ на бяло поле e8 · черен цар на бяло поле g8 · черна пешка на черно поле a7 · черна пешка на бяло поле b7 · черен кон на бяло поле d7 · черна пешка на бяло поле f7 · черен офицер на черно поле g7 · черна пешка на бяло поле h7 · черна пешка на черно поле d6 · черен кон на черно поле f6 · черна пешка на бяло поле g6 · черна пешка на черно поле c5 · бяла пешка на бяло поле d5 · бяла пешка на бяло поле e4 · бял кон на черно поле c3 · бяла пешка на бяло поле a2 · бяла пешка на черно поле b2 · бяла дама на бяло поле c2 · бял кон на черно поле d2 · бял офицер на бяло поле e2 · бяла пешка на черно поле f2 · бяла пешка на бяло поле g2 · бяла пешка на черно поле h2 · бял топ на черно поле a1 · бял офицер на черно поле c1 · бял топ на бяло поле f1 · бял цар на черно поле g1 | черен топ на бяло поле a8 · черен офицер на бяло поле c8 · черна дама на черно поле d8 · черен топ на бяло поле e8 · черен цар на бяло поле g8 · черна пешка на черно поле a7 · черна пешка на бяло поле b7 · черен кон на бяло поле d7 · черна пешка на бяло поле f7 · черен офицер на черно поле g7 · черна пешка на бяло поле h7 · черна пешка на черно поле d6 · черен кон на черно поле f6 · черна пешка на бяло поле g6 · черна пешка на черно поле c5 · бяла пешка на бяло поле d5 · бяла пешка на бяло поле e4 · бял кон на черно поле c3 · бяла пешка на бяло поле a2 · бяла пешка на черно поле b2 · бяла дама на бяло поле c2 · бял кон на черно поле d2 · бял офицер на бяло поле e2 · бяла пешка на черно поле f2 · бяла пешка на бяло поле g2 · бяла пешка на черно поле h2 · бял топ на черно поле a1 · бял офицер на черно поле c1 · бял топ на бяло поле f1 · бял цар на черно поле g1 | черен топ на бяло поле a8 · черен офицер на бяло поле c8 · черна дама на черно поле d8 · черен топ на бяло поле e8 · черен цар на бяло поле g8 · черна пешка на черно поле a7 · черна пешка на бяло поле b7 · черен кон на бяло поле d7 · черна пешка на бяло поле f7 · черен офицер на черно поле g7 · черна пешка на бяло поле h7 · черна пешка на черно поле d6 · черен кон на черно поле f6 · черна пешка на бяло поле g6 · черна пешка на черно поле c5 · бяла пешка на бяло поле d5 · бяла пешка на бяло поле e4 · бял кон на черно поле c3 · бяла пешка на бяло поле a2 · бяла пешка на черно поле b2 · бяла дама на бяло поле c2 · бял кон на черно поле d2 · бял офицер на бяло поле e2 · бяла пешка на черно поле f2 · бяла пешка на бяло поле g2 · бяла пешка на черно поле h2 · бял топ на черно поле a1 · бял офицер на черно поле c1 · бял топ на бяло поле f1 · бял цар на черно поле g1 | 5 |
| 4 | черен топ на бяло поле a8 · черен офицер на бяло поле c8 · черна дама на черно поле d8 · черен топ на бяло поле e8 · черен цар на бяло поле g8 · черна пешка на черно поле a7 · черна пешка на бяло поле b7 · черен кон на бяло поле d7 · черна пешка на бяло поле f7 · черен офицер на черно поле g7 · черна пешка на бяло поле h7 · черна пешка на черно поле d6 · черен кон на черно поле f6 · черна пешка на бяло поле g6 · черна пешка на черно поле c5 · бяла пешка на бяло поле d5 · бяла пешка на бяло поле e4 · бял кон на черно поле c3 · бяла пешка на бяло поле a2 · бяла пешка на черно поле b2 · бяла дама на бяло поле c2 · бял кон на черно поле d2 · бял офицер на бяло поле e2 · бяла пешка на черно поле f2 · бяла пешка на бяло поле g2 · бяла пешка на черно поле h2 · бял топ на черно поле a1 · бял офицер на черно поле c1 · бял топ на бяло поле f1 · бял цар на черно поле g1 | черен топ на бяло поле a8 · черен офицер на бяло поле c8 · черна дама на черно поле d8 · черен топ на бяло поле e8 · черен цар на бяло поле g8 · черна пешка на черно поле a7 · черна пешка на бяло поле b7 · черен кон на бяло поле d7 · черна пешка на бяло поле f7 · черен офицер на черно поле g7 · черна пешка на бяло поле h7 · черна пешка на черно поле d6 · черен кон на черно поле f6 · черна пешка на бяло поле g6 · черна пешка на черно поле c5 · бяла пешка на бяло поле d5 · бяла пешка на бяло поле e4 · бял кон на черно поле c3 · бяла пешка на бяло поле a2 · бяла пешка на черно поле b2 · бяла дама на бяло поле c2 · бял кон на черно поле d2 · бял офицер на бяло поле e2 · бяла пешка на черно поле f2 · бяла пешка на бяло поле g2 · бяла пешка на черно поле h2 · бял топ на черно поле a1 · бял офицер на черно поле c1 · бял топ на бяло поле f1 · бял цар на черно поле g1 | черен топ на бяло поле a8 · черен офицер на бяло поле c8 · черна дама на черно поле d8 · черен топ на бяло поле e8 · черен цар на бяло поле g8 · черна пешка на черно поле a7 · черна пешка на бяло поле b7 · черен кон на бяло поле d7 · черна пешка на бяло поле f7 · черен офицер на черно поле g7 · черна пешка на бяло поле h7 · черна пешка на черно поле d6 · черен кон на черно поле f6 · черна пешка на бяло поле g6 · черна пешка на черно поле c5 · бяла пешка на бяло поле d5 · бяла пешка на бяло поле e4 · бял кон на черно поле c3 · бяла пешка на бяло поле a2 · бяла пешка на черно поле b2 · бяла дама на бяло поле c2 · бял кон на черно поле d2 · бял офицер на бяло поле e2 · бяла пешка на черно поле f2 · бяла пешка на бяло поле g2 · бяла пешка на черно поле h2 · бял топ на черно поле a1 · бял офицер на черно поле c1 · бял топ на бяло поле f1 · бял цар на черно поле g1 | черен топ на бяло поле a8 · черен офицер на бяло поле c8 · черна дама на черно поле d8 · черен топ на бяло поле e8 · черен цар на бяло поле g8 · черна пешка на черно поле a7 · черна пешка на бяло поле b7 · черен кон на бяло поле d7 · черна пешка на бяло поле f7 · черен офицер на черно поле g7 · черна пешка на бяло поле h7 · черна пешка на черно поле d6 · черен кон на черно поле f6 · черна пешка на бяло поле g6 · черна пешка на черно поле c5 · бяла пешка на бяло поле d5 · бяла пешка на бяло поле e4 · бял кон на черно поле c3 · бяла пешка на бяло поле a2 · бяла пешка на черно поле b2 · бяла дама на бяло поле c2 · бял кон на черно поле d2 · бял офицер на бяло поле e2 · бяла пешка на черно поле f2 · бяла пешка на бяло поле g2 · бяла пешка на черно поле h2 · бял топ на черно поле a1 · бял офицер на черно поле c1 · бял топ на бяло поле f1 · бял цар на черно поле g1 | черен топ на бяло поле a8 · черен офицер на бяло поле c8 · черна дама на черно поле d8 · черен топ на бяло поле e8 · черен цар на бяло поле g8 · черна пешка на черно поле a7 · черна пешка на бяло поле b7 · черен кон на бяло поле d7 · черна пешка на бяло поле f7 · черен офицер на черно поле g7 · черна пешка на бяло поле h7 · черна пешка на черно поле d6 · черен кон на черно поле f6 · черна пешка на бяло поле g6 · черна пешка на черно поле c5 · бяла пешка на бяло поле d5 · бяла пешка на бяло поле e4 · бял кон на черно поле c3 · бяла пешка на бяло поле a2 · бяла пешка на черно поле b2 · бяла дама на бяло поле c2 · бял кон на черно поле d2 · бял офицер на бяло поле e2 · бяла пешка на черно поле f2 · бяла пешка на бяло поле g2 · бяла пешка на черно поле h2 · бял топ на черно поле a1 · бял офицер на черно поле c1 · бял топ на бяло поле f1 · бял цар на черно поле g1 | черен топ на бяло поле a8 · черен офицер на бяло поле c8 · черна дама на черно поле d8 · черен топ на бяло поле e8 · черен цар на бяло поле g8 · черна пешка на черно поле a7 · черна пешка на бяло поле b7 · черен кон на бяло поле d7 · черна пешка на бяло поле f7 · черен офицер на черно поле g7 · черна пешка на бяло поле h7 · черна пешка на черно поле d6 · черен кон на черно поле f6 · черна пешка на бяло поле g6 · черна пешка на черно поле c5 · бяла пешка на бяло поле d5 · бяла пешка на бяло поле e4 · бял кон на черно поле c3 · бяла пешка на бяло поле a2 · бяла пешка на черно поле b2 · бяла дама на бяло поле c2 · бял кон на черно поле d2 · бял офицер на бяло поле e2 · бяла пешка на черно поле f2 · бяла пешка на бяло поле g2 · бяла пешка на черно поле h2 · бял топ на черно поле a1 · бял офицер на черно поле c1 · бял топ на бяло поле f1 · бял цар на черно поле g1 | черен топ на бяло поле a8 · черен офицер на бяло поле c8 · черна дама на черно поле d8 · черен топ на бяло поле e8 · черен цар на бяло поле g8 · черна пешка на черно поле a7 · черна пешка на бяло поле b7 · черен кон на бяло поле d7 · черна пешка на бяло поле f7 · черен офицер на черно поле g7 · черна пешка на бяло поле h7 · черна пешка на черно поле d6 · черен кон на черно поле f6 · черна пешка на бяло поле g6 · черна пешка на черно поле c5 · бяла пешка на бяло поле d5 · бяла пешка на бяло поле e4 · бял кон на черно поле c3 · бяла пешка на бяло поле a2 · бяла пешка на черно поле b2 · бяла дама на бяло поле c2 · бял кон на черно поле d2 · бял офицер на бяло поле e2 · бяла пешка на черно поле f2 · бяла пешка на бяло поле g2 · бяла пешка на черно поле h2 · бял топ на черно поле a1 · бял офицер на черно поле c1 · бял топ на бяло поле f1 · бял цар на черно поле g1 | черен топ на бяло поле a8 · черен офицер на бяло поле c8 · черна дама на черно поле d8 · черен топ на бяло поле e8 · черен цар на бяло поле g8 · черна пешка на черно поле a7 · черна пешка на бяло поле b7 · черен кон на бяло поле d7 · черна пешка на бяло поле f7 · черен офицер на черно поле g7 · черна пешка на бяло поле h7 · черна пешка на черно поле d6 · черен кон на черно поле f6 · черна пешка на бяло поле g6 · черна пешка на черно поле c5 · бяла пешка на бяло поле d5 · бяла пешка на бяло поле e4 · бял кон на черно поле c3 · бяла пешка на бяло поле a2 · бяла пешка на черно поле b2 · бяла дама на бяло поле c2 · бял кон на черно поле d2 · бял офицер на бяло поле e2 · бяла пешка на черно поле f2 · бяла пешка на бяло поле g2 · бяла пешка на черно поле h2 · бял топ на черно поле a1 · бял офицер на черно поле c1 · бял топ на бяло поле f1 · бял цар на черно поле g1 | 4 |
| 3 | черен топ на бяло поле a8 · черен офицер на бяло поле c8 · черна дама на черно поле d8 · черен топ на бяло поле e8 · черен цар на бяло поле g8 · черна пешка на черно поле a7 · черна пешка на бяло поле b7 · черен кон на бяло поле d7 · черна пешка на бяло поле f7 · черен офицер на черно поле g7 · черна пешка на бяло поле h7 · черна пешка на черно поле d6 · черен кон на черно поле f6 · черна пешка на бяло поле g6 · черна пешка на черно поле c5 · бяла пешка на бяло поле d5 · бяла пешка на бяло поле e4 · бял кон на черно поле c3 · бяла пешка на бяло поле a2 · бяла пешка на черно поле b2 · бяла дама на бяло поле c2 · бял кон на черно поле d2 · бял офицер на бяло поле e2 · бяла пешка на черно поле f2 · бяла пешка на бяло поле g2 · бяла пешка на черно поле h2 · бял топ на черно поле a1 · бял офицер на черно поле c1 · бял топ на бяло поле f1 · бял цар на черно поле g1 | черен топ на бяло поле a8 · черен офицер на бяло поле c8 · черна дама на черно поле d8 · черен топ на бяло поле e8 · черен цар на бяло поле g8 · черна пешка на черно поле a7 · черна пешка на бяло поле b7 · черен кон на бяло поле d7 · черна пешка на бяло поле f7 · черен офицер на черно поле g7 · черна пешка на бяло поле h7 · черна пешка на черно поле d6 · черен кон на черно поле f6 · черна пешка на бяло поле g6 · черна пешка на черно поле c5 · бяла пешка на бяло поле d5 · бяла пешка на бяло поле e4 · бял кон на черно поле c3 · бяла пешка на бяло поле a2 · бяла пешка на черно поле b2 · бяла дама на бяло поле c2 · бял кон на черно поле d2 · бял офицер на бяло поле e2 · бяла пешка на черно поле f2 · бяла пешка на бяло поле g2 · бяла пешка на черно поле h2 · бял топ на черно поле a1 · бял офицер на черно поле c1 · бял топ на бяло поле f1 · бял цар на черно поле g1 | черен топ на бяло поле a8 · черен офицер на бяло поле c8 · черна дама на черно поле d8 · черен топ на бяло поле e8 · черен цар на бяло поле g8 · черна пешка на черно поле a7 · черна пешка на бяло поле b7 · черен кон на бяло поле d7 · черна пешка на бяло поле f7 · черен офицер на черно поле g7 · черна пешка на бяло поле h7 · черна пешка на черно поле d6 · черен кон на черно поле f6 · черна пешка на бяло поле g6 · черна пешка на черно поле c5 · бяла пешка на бяло поле d5 · бяла пешка на бяло поле e4 · бял кон на черно поле c3 · бяла пешка на бяло поле a2 · бяла пешка на черно поле b2 · бяла дама на бяло поле c2 · бял кон на черно поле d2 · бял офицер на бяло поле e2 · бяла пешка на черно поле f2 · бяла пешка на бяло поле g2 · бяла пешка на черно поле h2 · бял топ на черно поле a1 · бял офицер на черно поле c1 · бял топ на бяло поле f1 · бял цар на черно поле g1 | черен топ на бяло поле a8 · черен офицер на бяло поле c8 · черна дама на черно поле d8 · черен топ на бяло поле e8 · черен цар на бяло поле g8 · черна пешка на черно поле a7 · черна пешка на бяло поле b7 · черен кон на бяло поле d7 · черна пешка на бяло поле f7 · черен офицер на черно поле g7 · черна пешка на бяло поле h7 · черна пешка на черно поле d6 · черен кон на черно поле f6 · черна пешка на бяло поле g6 · черна пешка на черно поле c5 · бяла пешка на бяло поле d5 · бяла пешка на бяло поле e4 · бял кон на черно поле c3 · бяла пешка на бяло поле a2 · бяла пешка на черно поле b2 · бяла дама на бяло поле c2 · бял кон на черно поле d2 · бял офицер на бяло поле e2 · бяла пешка на черно поле f2 · бяла пешка на бяло поле g2 · бяла пешка на черно поле h2 · бял топ на черно поле a1 · бял офицер на черно поле c1 · бял топ на бяло поле f1 · бял цар на черно поле g1 | черен топ на бяло поле a8 · черен офицер на бяло поле c8 · черна дама на черно поле d8 · черен топ на бяло поле e8 · черен цар на бяло поле g8 · черна пешка на черно поле a7 · черна пешка на бяло поле b7 · черен кон на бяло поле d7 · черна пешка на бяло поле f7 · черен офицер на черно поле g7 · черна пешка на бяло поле h7 · черна пешка на черно поле d6 · черен кон на черно поле f6 · черна пешка на бяло поле g6 · черна пешка на черно поле c5 · бяла пешка на бяло поле d5 · бяла пешка на бяло поле e4 · бял кон на черно поле c3 · бяла пешка на бяло поле a2 · бяла пешка на черно поле b2 · бяла дама на бяло поле c2 · бял кон на черно поле d2 · бял офицер на бяло поле e2 · бяла пешка на черно поле f2 · бяла пешка на бяло поле g2 · бяла пешка на черно поле h2 · бял топ на черно поле a1 · бял офицер на черно поле c1 · бял топ на бяло поле f1 · бял цар на черно поле g1 | черен топ на бяло поле a8 · черен офицер на бяло поле c8 · черна дама на черно поле d8 · черен топ на бяло поле e8 · черен цар на бяло поле g8 · черна пешка на черно поле a7 · черна пешка на бяло поле b7 · черен кон на бяло поле d7 · черна пешка на бяло поле f7 · черен офицер на черно поле g7 · черна пешка на бяло поле h7 · черна пешка на черно поле d6 · черен кон на черно поле f6 · черна пешка на бяло поле g6 · черна пешка на черно поле c5 · бяла пешка на бяло поле d5 · бяла пешка на бяло поле e4 · бял кон на черно поле c3 · бяла пешка на бяло поле a2 · бяла пешка на черно поле b2 · бяла дама на бяло поле c2 · бял кон на черно поле d2 · бял офицер на бяло поле e2 · бяла пешка на черно поле f2 · бяла пешка на бяло поле g2 · бяла пешка на черно поле h2 · бял топ на черно поле a1 · бял офицер на черно поле c1 · бял топ на бяло поле f1 · бял цар на черно поле g1 | черен топ на бяло поле a8 · черен офицер на бяло поле c8 · черна дама на черно поле d8 · черен топ на бяло поле e8 · черен цар на бяло поле g8 · черна пешка на черно поле a7 · черна пешка на бяло поле b7 · черен кон на бяло поле d7 · черна пешка на бяло поле f7 · черен офицер на черно поле g7 · черна пешка на бяло поле h7 · черна пешка на черно поле d6 · черен кон на черно поле f6 · черна пешка на бяло поле g6 · черна пешка на черно поле c5 · бяла пешка на бяло поле d5 · бяла пешка на бяло поле e4 · бял кон на черно поле c3 · бяла пешка на бяло поле a2 · бяла пешка на черно поле b2 · бяла дама на бяло поле c2 · бял кон на черно поле d2 · бял офицер на бяло поле e2 · бяла пешка на черно поле f2 · бяла пешка на бяло поле g2 · бяла пешка на черно поле h2 · бял топ на черно поле a1 · бял офицер на черно поле c1 · бял топ на бяло поле f1 · бял цар на черно поле g1 | черен топ на бяло поле a8 · черен офицер на бяло поле c8 · черна дама на черно поле d8 · черен топ на бяло поле e8 · черен цар на бяло поле g8 · черна пешка на черно поле a7 · черна пешка на бяло поле b7 · черен кон на бяло поле d7 · черна пешка на бяло поле f7 · черен офицер на черно поле g7 · черна пешка на бяло поле h7 · черна пешка на черно поле d6 · черен кон на черно поле f6 · черна пешка на бяло поле g6 · черна пешка на черно поле c5 · бяла пешка на бяло поле d5 · бяла пешка на бяло поле e4 · бял кон на черно поле c3 · бяла пешка на бяло поле a2 · бяла пешка на черно поле b2 · бяла дама на бяло поле c2 · бял кон на черно поле d2 · бял офицер на бяло поле e2 · бяла пешка на черно поле f2 · бяла пешка на бяло поле g2 · бяла пешка на черно поле h2 · бял топ на черно поле a1 · бял офицер на черно поле c1 · бял топ на бяло поле f1 · бял цар на черно поле g1 | 3 |
| 2 | черен топ на бяло поле a8 · черен офицер на бяло поле c8 · черна дама на черно поле d8 · черен топ на бяло поле e8 · черен цар на бяло поле g8 · черна пешка на черно поле a7 · черна пешка на бяло поле b7 · черен кон на бяло поле d7 · черна пешка на бяло поле f7 · черен офицер на черно поле g7 · черна пешка на бяло поле h7 · черна пешка на черно поле d6 · черен кон на черно поле f6 · черна пешка на бяло поле g6 · черна пешка на черно поле c5 · бяла пешка на бяло поле d5 · бяла пешка на бяло поле e4 · бял кон на черно поле c3 · бяла пешка на бяло поле a2 · бяла пешка на черно поле b2 · бяла дама на бяло поле c2 · бял кон на черно поле d2 · бял офицер на бяло поле e2 · бяла пешка на черно поле f2 · бяла пешка на бяло поле g2 · бяла пешка на черно поле h2 · бял топ на черно поле a1 · бял офицер на черно поле c1 · бял топ на бяло поле f1 · бял цар на черно поле g1 | черен топ на бяло поле a8 · черен офицер на бяло поле c8 · черна дама на черно поле d8 · черен топ на бяло поле e8 · черен цар на бяло поле g8 · черна пешка на черно поле a7 · черна пешка на бяло поле b7 · черен кон на бяло поле d7 · черна пешка на бяло поле f7 · черен офицер на черно поле g7 · черна пешка на бяло поле h7 · черна пешка на черно поле d6 · черен кон на черно поле f6 · черна пешка на бяло поле g6 · черна пешка на черно поле c5 · бяла пешка на бяло поле d5 · бяла пешка на бяло поле e4 · бял кон на черно поле c3 · бяла пешка на бяло поле a2 · бяла пешка на черно поле b2 · бяла дама на бяло поле c2 · бял кон на черно поле d2 · бял офицер на бяло поле e2 · бяла пешка на черно поле f2 · бяла пешка на бяло поле g2 · бяла пешка на черно поле h2 · бял топ на черно поле a1 · бял офицер на черно поле c1 · бял топ на бяло поле f1 · бял цар на черно поле g1 | черен топ на бяло поле a8 · черен офицер на бяло поле c8 · черна дама на черно поле d8 · черен топ на бяло поле e8 · черен цар на бяло поле g8 · черна пешка на черно поле a7 · черна пешка на бяло поле b7 · черен кон на бяло поле d7 · черна пешка на бяло поле f7 · черен офицер на черно поле g7 · черна пешка на бяло поле h7 · черна пешка на черно поле d6 · черен кон на черно поле f6 · черна пешка на бяло поле g6 · черна пешка на черно поле c5 · бяла пешка на бяло поле d5 · бяла пешка на бяло поле e4 · бял кон на черно поле c3 · бяла пешка на бяло поле a2 · бяла пешка на черно поле b2 · бяла дама на бяло поле c2 · бял кон на черно поле d2 · бял офицер на бяло поле e2 · бяла пешка на черно поле f2 · бяла пешка на бяло поле g2 · бяла пешка на черно поле h2 · бял топ на черно поле a1 · бял офицер на черно поле c1 · бял топ на бяло поле f1 · бял цар на черно поле g1 | черен топ на бяло поле a8 · черен офицер на бяло поле c8 · черна дама на черно поле d8 · черен топ на бяло поле e8 · черен цар на бяло поле g8 · черна пешка на черно поле a7 · черна пешка на бяло поле b7 · черен кон на бяло поле d7 · черна пешка на бяло поле f7 · черен офицер на черно поле g7 · черна пешка на бяло поле h7 · черна пешка на черно поле d6 · черен кон на черно поле f6 · черна пешка на бяло поле g6 · черна пешка на черно поле c5 · бяла пешка на бяло поле d5 · бяла пешка на бяло поле e4 · бял кон на черно поле c3 · бяла пешка на бяло поле a2 · бяла пешка на черно поле b2 · бяла дама на бяло поле c2 · бял кон на черно поле d2 · бял офицер на бяло поле e2 · бяла пешка на черно поле f2 · бяла пешка на бяло поле g2 · бяла пешка на черно поле h2 · бял топ на черно поле a1 · бял офицер на черно поле c1 · бял топ на бяло поле f1 · бял цар на черно поле g1 | черен топ на бяло поле a8 · черен офицер на бяло поле c8 · черна дама на черно поле d8 · черен топ на бяло поле e8 · черен цар на бяло поле g8 · черна пешка на черно поле a7 · черна пешка на бяло поле b7 · черен кон на бяло поле d7 · черна пешка на бяло поле f7 · черен офицер на черно поле g7 · черна пешка на бяло поле h7 · черна пешка на черно поле d6 · черен кон на черно поле f6 · черна пешка на бяло поле g6 · черна пешка на черно поле c5 · бяла пешка на бяло поле d5 · бяла пешка на бяло поле e4 · бял кон на черно поле c3 · бяла пешка на бяло поле a2 · бяла пешка на черно поле b2 · бяла дама на бяло поле c2 · бял кон на черно поле d2 · бял офицер на бяло поле e2 · бяла пешка на черно поле f2 · бяла пешка на бяло поле g2 · бяла пешка на черно поле h2 · бял топ на черно поле a1 · бял офицер на черно поле c1 · бял топ на бяло поле f1 · бял цар на черно поле g1 | черен топ на бяло поле a8 · черен офицер на бяло поле c8 · черна дама на черно поле d8 · черен топ на бяло поле e8 · черен цар на бяло поле g8 · черна пешка на черно поле a7 · черна пешка на бяло поле b7 · черен кон на бяло поле d7 · черна пешка на бяло поле f7 · черен офицер на черно поле g7 · черна пешка на бяло поле h7 · черна пешка на черно поле d6 · черен кон на черно поле f6 · черна пешка на бяло поле g6 · черна пешка на черно поле c5 · бяла пешка на бяло поле d5 · бяла пешка на бяло поле e4 · бял кон на черно поле c3 · бяла пешка на бяло поле a2 · бяла пешка на черно поле b2 · бяла дама на бяло поле c2 · бял кон на черно поле d2 · бял офицер на бяло поле e2 · бяла пешка на черно поле f2 · бяла пешка на бяло поле g2 · бяла пешка на черно поле h2 · бял топ на черно поле a1 · бял офицер на черно поле c1 · бял топ на бяло поле f1 · бял цар на черно поле g1 | черен топ на бяло поле a8 · черен офицер на бяло поле c8 · черна дама на черно поле d8 · черен топ на бяло поле e8 · черен цар на бяло поле g8 · черна пешка на черно поле a7 · черна пешка на бяло поле b7 · черен кон на бяло поле d7 · черна пешка на бяло поле f7 · черен офицер на черно поле g7 · черна пешка на бяло поле h7 · черна пешка на черно поле d6 · черен кон на черно поле f6 · черна пешка на бяло поле g6 · черна пешка на черно поле c5 · бяла пешка на бяло поле d5 · бяла пешка на бяло поле e4 · бял кон на черно поле c3 · бяла пешка на бяло поле a2 · бяла пешка на черно поле b2 · бяла дама на бяло поле c2 · бял кон на черно поле d2 · бял офицер на бяло поле e2 · бяла пешка на черно поле f2 · бяла пешка на бяло поле g2 · бяла пешка на черно поле h2 · бял топ на черно поле a1 · бял офицер на черно поле c1 · бял топ на бяло поле f1 · бял цар на черно поле g1 | черен топ на бяло поле a8 · черен офицер на бяло поле c8 · черна дама на черно поле d8 · черен топ на бяло поле e8 · черен цар на бяло поле g8 · черна пешка на черно поле a7 · черна пешка на бяло поле b7 · черен кон на бяло поле d7 · черна пешка на бяло поле f7 · черен офицер на черно поле g7 · черна пешка на бяло поле h7 · черна пешка на черно поле d6 · черен кон на черно поле f6 · черна пешка на бяло поле g6 · черна пешка на черно поле c5 · бяла пешка на бяло поле d5 · бяла пешка на бяло поле e4 · бял кон на черно поле c3 · бяла пешка на бяло поле a2 · бяла пешка на черно поле b2 · бяла дама на бяло поле c2 · бял кон на черно поле d2 · бял офицер на бяло поле e2 · бяла пешка на черно поле f2 · бяла пешка на бяло поле g2 · бяла пешка на черно поле h2 · бял топ на черно поле a1 · бял офицер на черно поле c1 · бял топ на бяло поле f1 · бял цар на черно поле g1 | 2 |
| 1 | черен топ на бяло поле a8 · черен офицер на бяло поле c8 · черна дама на черно поле d8 · черен топ на бяло поле e8 · черен цар на бяло поле g8 · черна пешка на черно поле a7 · черна пешка на бяло поле b7 · черен кон на бяло поле d7 · черна пешка на бяло поле f7 · черен офицер на черно поле g7 · черна пешка на бяло поле h7 · черна пешка на черно поле d6 · черен кон на черно поле f6 · черна пешка на бяло поле g6 · черна пешка на черно поле c5 · бяла пешка на бяло поле d5 · бяла пешка на бяло поле e4 · бял кон на черно поле c3 · бяла пешка на бяло поле a2 · бяла пешка на черно поле b2 · бяла дама на бяло поле c2 · бял кон на черно поле d2 · бял офицер на бяло поле e2 · бяла пешка на черно поле f2 · бяла пешка на бяло поле g2 · бяла пешка на черно поле h2 · бял топ на черно поле a1 · бял офицер на черно поле c1 · бял топ на бяло поле f1 · бял цар на черно поле g1 | черен топ на бяло поле a8 · черен офицер на бяло поле c8 · черна дама на черно поле d8 · черен топ на бяло поле e8 · черен цар на бяло поле g8 · черна пешка на черно поле a7 · черна пешка на бяло поле b7 · черен кон на бяло поле d7 · черна пешка на бяло поле f7 · черен офицер на черно поле g7 · черна пешка на бяло поле h7 · черна пешка на черно поле d6 · черен кон на черно поле f6 · черна пешка на бяло поле g6 · черна пешка на черно поле c5 · бяла пешка на бяло поле d5 · бяла пешка на бяло поле e4 · бял кон на черно поле c3 · бяла пешка на бяло поле a2 · бяла пешка на черно поле b2 · бяла дама на бяло поле c2 · бял кон на черно поле d2 · бял офицер на бяло поле e2 · бяла пешка на черно поле f2 · бяла пешка на бяло поле g2 · бяла пешка на черно поле h2 · бял топ на черно поле a1 · бял офицер на черно поле c1 · бял топ на бяло поле f1 · бял цар на черно поле g1 | черен топ на бяло поле a8 · черен офицер на бяло поле c8 · черна дама на черно поле d8 · черен топ на бяло поле e8 · черен цар на бяло поле g8 · черна пешка на черно поле a7 · черна пешка на бяло поле b7 · черен кон на бяло поле d7 · черна пешка на бяло поле f7 · черен офицер на черно поле g7 · черна пешка на бяло поле h7 · черна пешка на черно поле d6 · черен кон на черно поле f6 · черна пешка на бяло поле g6 · черна пешка на черно поле c5 · бяла пешка на бяло поле d5 · бяла пешка на бяло поле e4 · бял кон на черно поле c3 · бяла пешка на бяло поле a2 · бяла пешка на черно поле b2 · бяла дама на бяло поле c2 · бял кон на черно поле d2 · бял офицер на бяло поле e2 · бяла пешка на черно поле f2 · бяла пешка на бяло поле g2 · бяла пешка на черно поле h2 · бял топ на черно поле a1 · бял офицер на черно поле c1 · бял топ на бяло поле f1 · бял цар на черно поле g1 | черен топ на бяло поле a8 · черен офицер на бяло поле c8 · черна дама на черно поле d8 · черен топ на бяло поле e8 · черен цар на бяло поле g8 · черна пешка на черно поле a7 · черна пешка на бяло поле b7 · черен кон на бяло поле d7 · черна пешка на бяло поле f7 · черен офицер на черно поле g7 · черна пешка на бяло поле h7 · черна пешка на черно поле d6 · черен кон на черно поле f6 · черна пешка на бяло поле g6 · черна пешка на черно поле c5 · бяла пешка на бяло поле d5 · бяла пешка на бяло поле e4 · бял кон на черно поле c3 · бяла пешка на бяло поле a2 · бяла пешка на черно поле b2 · бяла дама на бяло поле c2 · бял кон на черно поле d2 · бял офицер на бяло поле e2 · бяла пешка на черно поле f2 · бяла пешка на бяло поле g2 · бяла пешка на черно поле h2 · бял топ на черно поле a1 · бял офицер на черно поле c1 · бял топ на бяло поле f1 · бял цар на черно поле g1 | черен топ на бяло поле a8 · черен офицер на бяло поле c8 · черна дама на черно поле d8 · черен топ на бяло поле e8 · черен цар на бяло поле g8 · черна пешка на черно поле a7 · черна пешка на бяло поле b7 · черен кон на бяло поле d7 · черна пешка на бяло поле f7 · черен офицер на черно поле g7 · черна пешка на бяло поле h7 · черна пешка на черно поле d6 · черен кон на черно поле f6 · черна пешка на бяло поле g6 · черна пешка на черно поле c5 · бяла пешка на бяло поле d5 · бяла пешка на бяло поле e4 · бял кон на черно поле c3 · бяла пешка на бяло поле a2 · бяла пешка на черно поле b2 · бяла дама на бяло поле c2 · бял кон на черно поле d2 · бял офицер на бяло поле e2 · бяла пешка на черно поле f2 · бяла пешка на бяло поле g2 · бяла пешка на черно поле h2 · бял топ на черно поле a1 · бял офицер на черно поле c1 · бял топ на бяло поле f1 · бял цар на черно поле g1 | черен топ на бяло поле a8 · черен офицер на бяло поле c8 · черна дама на черно поле d8 · черен топ на бяло поле e8 · черен цар на бяло поле g8 · черна пешка на черно поле a7 · черна пешка на бяло поле b7 · черен кон на бяло поле d7 · черна пешка на бяло поле f7 · черен офицер на черно поле g7 · черна пешка на бяло поле h7 · черна пешка на черно поле d6 · черен кон на черно поле f6 · черна пешка на бяло поле g6 · черна пешка на черно поле c5 · бяла пешка на бяло поле d5 · бяла пешка на бяло поле e4 · бял кон на черно поле c3 · бяла пешка на бяло поле a2 · бяла пешка на черно поле b2 · бяла дама на бяло поле c2 · бял кон на черно поле d2 · бял офицер на бяло поле e2 · бяла пешка на черно поле f2 · бяла пешка на бяло поле g2 · бяла пешка на черно поле h2 · бял топ на черно поле a1 · бял офицер на черно поле c1 · бял топ на бяло поле f1 · бял цар на черно поле g1 | черен топ на бяло поле a8 · черен офицер на бяло поле c8 · черна дама на черно поле d8 · черен топ на бяло поле e8 · черен цар на бяло поле g8 · черна пешка на черно поле a7 · черна пешка на бяло поле b7 · черен кон на бяло поле d7 · черна пешка на бяло поле f7 · черен офицер на черно поле g7 · черна пешка на бяло поле h7 · черна пешка на черно поле d6 · черен кон на черно поле f6 · черна пешка на бяло поле g6 · черна пешка на черно поле c5 · бяла пешка на бяло поле d5 · бяла пешка на бяло поле e4 · бял кон на черно поле c3 · бяла пешка на бяло поле a2 · бяла пешка на черно поле b2 · бяла дама на бяло поле c2 · бял кон на черно поле d2 · бял офицер на бяло поле e2 · бяла пешка на черно поле f2 · бяла пешка на бяло поле g2 · бяла пешка на черно поле h2 · бял топ на черно поле a1 · бял офицер на черно поле c1 · бял топ на бяло поле f1 · бял цар на черно поле g1 | черен топ на бяло поле a8 · черен офицер на бяло поле c8 · черна дама на черно поле d8 · черен топ на бяло поле e8 · черен цар на бяло поле g8 · черна пешка на черно поле a7 · черна пешка на бяло поле b7 · черен кон на бяло поле d7 · черна пешка на бяло поле f7 · черен офицер на черно поле g7 · черна пешка на бяло поле h7 · черна пешка на черно поле d6 · черен кон на черно поле f6 · черна пешка на бяло поле g6 · черна пешка на черно поле c5 · бяла пешка на бяло поле d5 · бяла пешка на бяло поле e4 · бял кон на черно поле c3 · бяла пешка на бяло поле a2 · бяла пешка на черно поле b2 · бяла дама на бяло поле c2 · бял кон на черно поле d2 · бял офицер на бяло поле e2 · бяла пешка на черно поле f2 · бяла пешка на бяло поле g2 · бяла пешка на черно поле h2 · бял топ на черно поле a1 · бял офицер на черно поле c1 · бял топ на бяло поле f1 · бял цар на черно поле g1 | 1 |
|   | a | b | c | d | e | f | g | h |   |

Втората победа е присъдена на Спаски след като Фишер не се появява в залата след спор относно наличието на камери в залата за игра. Фишер отказва да играе освен ако телевизионните камери не са премахнати. Очакванията са Фишер да се откаже от участие, но получава обаждане по телефона и убедителен разговор от Хенри Кисинджър. След съгласие от страна на Спаски, който убеждава председателя на спортния комитет на СССР да изпълни условието на претендента, в последния момент е решено третата партия да се играе в малка стаичка вместо в основната зала. В нея Фишер побеждава Спаски за първи път през живота си. Следващите партии се провеждат в основната зала, но без телевизионни камери. 
Фишер печели отново петата партия, с което изравнява резултата. В шестата партия Фишер играе дамски гамбит с белите за първи път през живота си, като до този момент винаги е откривал с пешката пред царя. Партията продължава във вариант „Тартаковер“, който Спаски никога до този момент не е печелил и завършва с брилянтна победа за белите. След партията Спаски се присъединява към аплодисментите на публиката от 1500 души, а Фишер по-късно отбелязва „Видяхте ли това? Това беше класа." относно поведението на Спаски.  За тази партия, както и десетата и тринадесетата, тогавашният председател на Шахматната федерация на СССР казва, че са шедьоври. 
|   | a | b | c | d | e | f | g | h |   |
| 8 | черен топ на черно поле b8 · черен цар на бяло поле g8 · черна пешка на черно поле e7 · черна пешка на бяло поле f7 · черен офицер на черно поле g7 · черна пешка на бяло поле h7 · черна пешка на бяло поле a6 · черна пешка на черно поле d6 · черен кон на черно поле f6 · черна пешка на бяло поле g6 · черна дама на черно поле a5 · черен офицер на бяло поле c4 · бял кон на черно поле c3 · бяла пешка на черно поле g3 · бяла пешка на бяло поле a2 · бяла дама на черно поле d2 · бяла пешка на бяло поле e2 · бяла пешка на черно поле f2 · бял офицер на бяло поле g2 · бяла пешка на черно поле h2 · бял топ на черно поле c1 · бял топ на бяло поле d1 · бял цар на черно поле g1 | черен топ на черно поле b8 · черен цар на бяло поле g8 · черна пешка на черно поле e7 · черна пешка на бяло поле f7 · черен офицер на черно поле g7 · черна пешка на бяло поле h7 · черна пешка на бяло поле a6 · черна пешка на черно поле d6 · черен кон на черно поле f6 · черна пешка на бяло поле g6 · черна дама на черно поле a5 · черен офицер на бяло поле c4 · бял кон на черно поле c3 · бяла пешка на черно поле g3 · бяла пешка на бяло поле a2 · бяла дама на черно поле d2 · бяла пешка на бяло поле e2 · бяла пешка на черно поле f2 · бял офицер на бяло поле g2 · бяла пешка на черно поле h2 · бял топ на черно поле c1 · бял топ на бяло поле d1 · бял цар на черно поле g1 | черен топ на черно поле b8 · черен цар на бяло поле g8 · черна пешка на черно поле e7 · черна пешка на бяло поле f7 · черен офицер на черно поле g7 · черна пешка на бяло поле h7 · черна пешка на бяло поле a6 · черна пешка на черно поле d6 · черен кон на черно поле f6 · черна пешка на бяло поле g6 · черна дама на черно поле a5 · черен офицер на бяло поле c4 · бял кон на черно поле c3 · бяла пешка на черно поле g3 · бяла пешка на бяло поле a2 · бяла дама на черно поле d2 · бяла пешка на бяло поле e2 · бяла пешка на черно поле f2 · бял офицер на бяло поле g2 · бяла пешка на черно поле h2 · бял топ на черно поле c1 · бял топ на бяло поле d1 · бял цар на черно поле g1 | черен топ на черно поле b8 · черен цар на бяло поле g8 · черна пешка на черно поле e7 · черна пешка на бяло поле f7 · черен офицер на черно поле g7 · черна пешка на бяло поле h7 · черна пешка на бяло поле a6 · черна пешка на черно поле d6 · черен кон на черно поле f6 · черна пешка на бяло поле g6 · черна дама на черно поле a5 · черен офицер на бяло поле c4 · бял кон на черно поле c3 · бяла пешка на черно поле g3 · бяла пешка на бяло поле a2 · бяла дама на черно поле d2 · бяла пешка на бяло поле e2 · бяла пешка на черно поле f2 · бял офицер на бяло поле g2 · бяла пешка на черно поле h2 · бял топ на черно поле c1 · бял топ на бяло поле d1 · бял цар на черно поле g1 | черен топ на черно поле b8 · черен цар на бяло поле g8 · черна пешка на черно поле e7 · черна пешка на бяло поле f7 · черен офицер на черно поле g7 · черна пешка на бяло поле h7 · черна пешка на бяло поле a6 · черна пешка на черно поле d6 · черен кон на черно поле f6 · черна пешка на бяло поле g6 · черна дама на черно поле a5 · черен офицер на бяло поле c4 · бял кон на черно поле c3 · бяла пешка на черно поле g3 · бяла пешка на бяло поле a2 · бяла дама на черно поле d2 · бяла пешка на бяло поле e2 · бяла пешка на черно поле f2 · бял офицер на бяло поле g2 · бяла пешка на черно поле h2 · бял топ на черно поле c1 · бял топ на бяло поле d1 · бял цар на черно поле g1 | черен топ на черно поле b8 · черен цар на бяло поле g8 · черна пешка на черно поле e7 · черна пешка на бяло поле f7 · черен офицер на черно поле g7 · черна пешка на бяло поле h7 · черна пешка на бяло поле a6 · черна пешка на черно поле d6 · черен кон на черно поле f6 · черна пешка на бяло поле g6 · черна дама на черно поле a5 · черен офицер на бяло поле c4 · бял кон на черно поле c3 · бяла пешка на черно поле g3 · бяла пешка на бяло поле a2 · бяла дама на черно поле d2 · бяла пешка на бяло поле e2 · бяла пешка на черно поле f2 · бял офицер на бяло поле g2 · бяла пешка на черно поле h2 · бял топ на черно поле c1 · бял топ на бяло поле d1 · бял цар на черно поле g1 | черен топ на черно поле b8 · черен цар на бяло поле g8 · черна пешка на черно поле e7 · черна пешка на бяло поле f7 · черен офицер на черно поле g7 · черна пешка на бяло поле h7 · черна пешка на бяло поле a6 · черна пешка на черно поле d6 · черен кон на черно поле f6 · черна пешка на бяло поле g6 · черна дама на черно поле a5 · черен офицер на бяло поле c4 · бял кон на черно поле c3 · бяла пешка на черно поле g3 · бяла пешка на бяло поле a2 · бяла дама на черно поле d2 · бяла пешка на бяло поле e2 · бяла пешка на черно поле f2 · бял офицер на бяло поле g2 · бяла пешка на черно поле h2 · бял топ на черно поле c1 · бял топ на бяло поле d1 · бял цар на черно поле g1 | черен топ на черно поле b8 · черен цар на бяло поле g8 · черна пешка на черно поле e7 · черна пешка на бяло поле f7 · черен офицер на черно поле g7 · черна пешка на бяло поле h7 · черна пешка на бяло поле a6 · черна пешка на черно поле d6 · черен кон на черно поле f6 · черна пешка на бяло поле g6 · черна дама на черно поле a5 · черен офицер на бяло поле c4 · бял кон на черно поле c3 · бяла пешка на черно поле g3 · бяла пешка на бяло поле a2 · бяла дама на черно поле d2 · бяла пешка на бяло поле e2 · бяла пешка на черно поле f2 · бял офицер на бяло поле g2 · бяла пешка на черно поле h2 · бял топ на черно поле c1 · бял топ на бяло поле d1 · бял цар на черно поле g1 | 8 |
| 7 | черен топ на черно поле b8 · черен цар на бяло поле g8 · черна пешка на черно поле e7 · черна пешка на бяло поле f7 · черен офицер на черно поле g7 · черна пешка на бяло поле h7 · черна пешка на бяло поле a6 · черна пешка на черно поле d6 · черен кон на черно поле f6 · черна пешка на бяло поле g6 · черна дама на черно поле a5 · черен офицер на бяло поле c4 · бял кон на черно поле c3 · бяла пешка на черно поле g3 · бяла пешка на бяло поле a2 · бяла дама на черно поле d2 · бяла пешка на бяло поле e2 · бяла пешка на черно поле f2 · бял офицер на бяло поле g2 · бяла пешка на черно поле h2 · бял топ на черно поле c1 · бял топ на бяло поле d1 · бял цар на черно поле g1 | черен топ на черно поле b8 · черен цар на бяло поле g8 · черна пешка на черно поле e7 · черна пешка на бяло поле f7 · черен офицер на черно поле g7 · черна пешка на бяло поле h7 · черна пешка на бяло поле a6 · черна пешка на черно поле d6 · черен кон на черно поле f6 · черна пешка на бяло поле g6 · черна дама на черно поле a5 · черен офицер на бяло поле c4 · бял кон на черно поле c3 · бяла пешка на черно поле g3 · бяла пешка на бяло поле a2 · бяла дама на черно поле d2 · бяла пешка на бяло поле e2 · бяла пешка на черно поле f2 · бял офицер на бяло поле g2 · бяла пешка на черно поле h2 · бял топ на черно поле c1 · бял топ на бяло поле d1 · бял цар на черно поле g1 | черен топ на черно поле b8 · черен цар на бяло поле g8 · черна пешка на черно поле e7 · черна пешка на бяло поле f7 · черен офицер на черно поле g7 · черна пешка на бяло поле h7 · черна пешка на бяло поле a6 · черна пешка на черно поле d6 · черен кон на черно поле f6 · черна пешка на бяло поле g6 · черна дама на черно поле a5 · черен офицер на бяло поле c4 · бял кон на черно поле c3 · бяла пешка на черно поле g3 · бяла пешка на бяло поле a2 · бяла дама на черно поле d2 · бяла пешка на бяло поле e2 · бяла пешка на черно поле f2 · бял офицер на бяло поле g2 · бяла пешка на черно поле h2 · бял топ на черно поле c1 · бял топ на бяло поле d1 · бял цар на черно поле g1 | черен топ на черно поле b8 · черен цар на бяло поле g8 · черна пешка на черно поле e7 · черна пешка на бяло поле f7 · черен офицер на черно поле g7 · черна пешка на бяло поле h7 · черна пешка на бяло поле a6 · черна пешка на черно поле d6 · черен кон на черно поле f6 · черна пешка на бяло поле g6 · черна дама на черно поле a5 · черен офицер на бяло поле c4 · бял кон на черно поле c3 · бяла пешка на черно поле g3 · бяла пешка на бяло поле a2 · бяла дама на черно поле d2 · бяла пешка на бяло поле e2 · бяла пешка на черно поле f2 · бял офицер на бяло поле g2 · бяла пешка на черно поле h2 · бял топ на черно поле c1 · бял топ на бяло поле d1 · бял цар на черно поле g1 | черен топ на черно поле b8 · черен цар на бяло поле g8 · черна пешка на черно поле e7 · черна пешка на бяло поле f7 · черен офицер на черно поле g7 · черна пешка на бяло поле h7 · черна пешка на бяло поле a6 · черна пешка на черно поле d6 · черен кон на черно поле f6 · черна пешка на бяло поле g6 · черна дама на черно поле a5 · черен офицер на бяло поле c4 · бял кон на черно поле c3 · бяла пешка на черно поле g3 · бяла пешка на бяло поле a2 · бяла дама на черно поле d2 · бяла пешка на бяло поле e2 · бяла пешка на черно поле f2 · бял офицер на бяло поле g2 · бяла пешка на черно поле h2 · бял топ на черно поле c1 · бял топ на бяло поле d1 · бял цар на черно поле g1 | черен топ на черно поле b8 · черен цар на бяло поле g8 · черна пешка на черно поле e7 · черна пешка на бяло поле f7 · черен офицер на черно поле g7 · черна пешка на бяло поле h7 · черна пешка на бяло поле a6 · черна пешка на черно поле d6 · черен кон на черно поле f6 · черна пешка на бяло поле g6 · черна дама на черно поле a5 · черен офицер на бяло поле c4 · бял кон на черно поле c3 · бяла пешка на черно поле g3 · бяла пешка на бяло поле a2 · бяла дама на черно поле d2 · бяла пешка на бяло поле e2 · бяла пешка на черно поле f2 · бял офицер на бяло поле g2 · бяла пешка на черно поле h2 · бял топ на черно поле c1 · бял топ на бяло поле d1 · бял цар на черно поле g1 | черен топ на черно поле b8 · черен цар на бяло поле g8 · черна пешка на черно поле e7 · черна пешка на бяло поле f7 · черен офицер на черно поле g7 · черна пешка на бяло поле h7 · черна пешка на бяло поле a6 · черна пешка на черно поле d6 · черен кон на черно поле f6 · черна пешка на бяло поле g6 · черна дама на черно поле a5 · черен офицер на бяло поле c4 · бял кон на черно поле c3 · бяла пешка на черно поле g3 · бяла пешка на бяло поле a2 · бяла дама на черно поле d2 · бяла пешка на бяло поле e2 · бяла пешка на черно поле f2 · бял офицер на бяло поле g2 · бяла пешка на черно поле h2 · бял топ на черно поле c1 · бял топ на бяло поле d1 · бял цар на черно поле g1 | черен топ на черно поле b8 · черен цар на бяло поле g8 · черна пешка на черно поле e7 · черна пешка на бяло поле f7 · черен офицер на черно поле g7 · черна пешка на бяло поле h7 · черна пешка на бяло поле a6 · черна пешка на черно поле d6 · черен кон на черно поле f6 · черна пешка на бяло поле g6 · черна дама на черно поле a5 · черен офицер на бяло поле c4 · бял кон на черно поле c3 · бяла пешка на черно поле g3 · бяла пешка на бяло поле a2 · бяла дама на черно поле d2 · бяла пешка на бяло поле e2 · бяла пешка на черно поле f2 · бял офицер на бяло поле g2 · бяла пешка на черно поле h2 · бял топ на черно поле c1 · бял топ на бяло поле d1 · бял цар на черно поле g1 | 7 |
| 6 | черен топ на черно поле b8 · черен цар на бяло поле g8 · черна пешка на черно поле e7 · черна пешка на бяло поле f7 · черен офицер на черно поле g7 · черна пешка на бяло поле h7 · черна пешка на бяло поле a6 · черна пешка на черно поле d6 · черен кон на черно поле f6 · черна пешка на бяло поле g6 · черна дама на черно поле a5 · черен офицер на бяло поле c4 · бял кон на черно поле c3 · бяла пешка на черно поле g3 · бяла пешка на бяло поле a2 · бяла дама на черно поле d2 · бяла пешка на бяло поле e2 · бяла пешка на черно поле f2 · бял офицер на бяло поле g2 · бяла пешка на черно поле h2 · бял топ на черно поле c1 · бял топ на бяло поле d1 · бял цар на черно поле g1 | черен топ на черно поле b8 · черен цар на бяло поле g8 · черна пешка на черно поле e7 · черна пешка на бяло поле f7 · черен офицер на черно поле g7 · черна пешка на бяло поле h7 · черна пешка на бяло поле a6 · черна пешка на черно поле d6 · черен кон на черно поле f6 · черна пешка на бяло поле g6 · черна дама на черно поле a5 · черен офицер на бяло поле c4 · бял кон на черно поле c3 · бяла пешка на черно поле g3 · бяла пешка на бяло поле a2 · бяла дама на черно поле d2 · бяла пешка на бяло поле e2 · бяла пешка на черно поле f2 · бял офицер на бяло поле g2 · бяла пешка на черно поле h2 · бял топ на черно поле c1 · бял топ на бяло поле d1 · бял цар на черно поле g1 | черен топ на черно поле b8 · черен цар на бяло поле g8 · черна пешка на черно поле e7 · черна пешка на бяло поле f7 · черен офицер на черно поле g7 · черна пешка на бяло поле h7 · черна пешка на бяло поле a6 · черна пешка на черно поле d6 · черен кон на черно поле f6 · черна пешка на бяло поле g6 · черна дама на черно поле a5 · черен офицер на бяло поле c4 · бял кон на черно поле c3 · бяла пешка на черно поле g3 · бяла пешка на бяло поле a2 · бяла дама на черно поле d2 · бяла пешка на бяло поле e2 · бяла пешка на черно поле f2 · бял офицер на бяло поле g2 · бяла пешка на черно поле h2 · бял топ на черно поле c1 · бял топ на бяло поле d1 · бял цар на черно поле g1 | черен топ на черно поле b8 · черен цар на бяло поле g8 · черна пешка на черно поле e7 · черна пешка на бяло поле f7 · черен офицер на черно поле g7 · черна пешка на бяло поле h7 · черна пешка на бяло поле a6 · черна пешка на черно поле d6 · черен кон на черно поле f6 · черна пешка на бяло поле g6 · черна дама на черно поле a5 · черен офицер на бяло поле c4 · бял кон на черно поле c3 · бяла пешка на черно поле g3 · бяла пешка на бяло поле a2 · бяла дама на черно поле d2 · бяла пешка на бяло поле e2 · бяла пешка на черно поле f2 · бял офицер на бяло поле g2 · бяла пешка на черно поле h2 · бял топ на черно поле c1 · бял топ на бяло поле d1 · бял цар на черно поле g1 | черен топ на черно поле b8 · черен цар на бяло поле g8 · черна пешка на черно поле e7 · черна пешка на бяло поле f7 · черен офицер на черно поле g7 · черна пешка на бяло поле h7 · черна пешка на бяло поле a6 · черна пешка на черно поле d6 · черен кон на черно поле f6 · черна пешка на бяло поле g6 · черна дама на черно поле a5 · черен офицер на бяло поле c4 · бял кон на черно поле c3 · бяла пешка на черно поле g3 · бяла пешка на бяло поле a2 · бяла дама на черно поле d2 · бяла пешка на бяло поле e2 · бяла пешка на черно поле f2 · бял офицер на бяло поле g2 · бяла пешка на черно поле h2 · бял топ на черно поле c1 · бял топ на бяло поле d1 · бял цар на черно поле g1 | черен топ на черно поле b8 · черен цар на бяло поле g8 · черна пешка на черно поле e7 · черна пешка на бяло поле f7 · черен офицер на черно поле g7 · черна пешка на бяло поле h7 · черна пешка на бяло поле a6 · черна пешка на черно поле d6 · черен кон на черно поле f6 · черна пешка на бяло поле g6 · черна дама на черно поле a5 · черен офицер на бяло поле c4 · бял кон на черно поле c3 · бяла пешка на черно поле g3 · бяла пешка на бяло поле a2 · бяла дама на черно поле d2 · бяла пешка на бяло поле e2 · бяла пешка на черно поле f2 · бял офицер на бяло поле g2 · бяла пешка на черно поле h2 · бял топ на черно поле c1 · бял топ на бяло поле d1 · бял цар на черно поле g1 | черен топ на черно поле b8 · черен цар на бяло поле g8 · черна пешка на черно поле e7 · черна пешка на бяло поле f7 · черен офицер на черно поле g7 · черна пешка на бяло поле h7 · черна пешка на бяло поле a6 · черна пешка на черно поле d6 · черен кон на черно поле f6 · черна пешка на бяло поле g6 · черна дама на черно поле a5 · черен офицер на бяло поле c4 · бял кон на черно поле c3 · бяла пешка на черно поле g3 · бяла пешка на бяло поле a2 · бяла дама на черно поле d2 · бяла пешка на бяло поле e2 · бяла пешка на черно поле f2 · бял офицер на бяло поле g2 · бяла пешка на черно поле h2 · бял топ на черно поле c1 · бял топ на бяло поле d1 · бял цар на черно поле g1 | черен топ на черно поле b8 · черен цар на бяло поле g8 · черна пешка на черно поле e7 · черна пешка на бяло поле f7 · черен офицер на черно поле g7 · черна пешка на бяло поле h7 · черна пешка на бяло поле a6 · черна пешка на черно поле d6 · черен кон на черно поле f6 · черна пешка на бяло поле g6 · черна дама на черно поле a5 · черен офицер на бяло поле c4 · бял кон на черно поле c3 · бяла пешка на черно поле g3 · бяла пешка на бяло поле a2 · бяла дама на черно поле d2 · бяла пешка на бяло поле e2 · бяла пешка на черно поле f2 · бял офицер на бяло поле g2 · бяла пешка на черно поле h2 · бял топ на черно поле c1 · бял топ на бяло поле d1 · бял цар на черно поле g1 | 6 |
| 5 | черен топ на черно поле b8 · черен цар на бяло поле g8 · черна пешка на черно поле e7 · черна пешка на бяло поле f7 · черен офицер на черно поле g7 · черна пешка на бяло поле h7 · черна пешка на бяло поле a6 · черна пешка на черно поле d6 · черен кон на черно поле f6 · черна пешка на бяло поле g6 · черна дама на черно поле a5 · черен офицер на бяло поле c4 · бял кон на черно поле c3 · бяла пешка на черно поле g3 · бяла пешка на бяло поле a2 · бяла дама на черно поле d2 · бяла пешка на бяло поле e2 · бяла пешка на черно поле f2 · бял офицер на бяло поле g2 · бяла пешка на черно поле h2 · бял топ на черно поле c1 · бял топ на бяло поле d1 · бял цар на черно поле g1 | черен топ на черно поле b8 · черен цар на бяло поле g8 · черна пешка на черно поле e7 · черна пешка на бяло поле f7 · черен офицер на черно поле g7 · черна пешка на бяло поле h7 · черна пешка на бяло поле a6 · черна пешка на черно поле d6 · черен кон на черно поле f6 · черна пешка на бяло поле g6 · черна дама на черно поле a5 · черен офицер на бяло поле c4 · бял кон на черно поле c3 · бяла пешка на черно поле g3 · бяла пешка на бяло поле a2 · бяла дама на черно поле d2 · бяла пешка на бяло поле e2 · бяла пешка на черно поле f2 · бял офицер на бяло поле g2 · бяла пешка на черно поле h2 · бял топ на черно поле c1 · бял топ на бяло поле d1 · бял цар на черно поле g1 | черен топ на черно поле b8 · черен цар на бяло поле g8 · черна пешка на черно поле e7 · черна пешка на бяло поле f7 · черен офицер на черно поле g7 · черна пешка на бяло поле h7 · черна пешка на бяло поле a6 · черна пешка на черно поле d6 · черен кон на черно поле f6 · черна пешка на бяло поле g6 · черна дама на черно поле a5 · черен офицер на бяло поле c4 · бял кон на черно поле c3 · бяла пешка на черно поле g3 · бяла пешка на бяло поле a2 · бяла дама на черно поле d2 · бяла пешка на бяло поле e2 · бяла пешка на черно поле f2 · бял офицер на бяло поле g2 · бяла пешка на черно поле h2 · бял топ на черно поле c1 · бял топ на бяло поле d1 · бял цар на черно поле g1 | черен топ на черно поле b8 · черен цар на бяло поле g8 · черна пешка на черно поле e7 · черна пешка на бяло поле f7 · черен офицер на черно поле g7 · черна пешка на бяло поле h7 · черна пешка на бяло поле a6 · черна пешка на черно поле d6 · черен кон на черно поле f6 · черна пешка на бяло поле g6 · черна дама на черно поле a5 · черен офицер на бяло поле c4 · бял кон на черно поле c3 · бяла пешка на черно поле g3 · бяла пешка на бяло поле a2 · бяла дама на черно поле d2 · бяла пешка на бяло поле e2 · бяла пешка на черно поле f2 · бял офицер на бяло поле g2 · бяла пешка на черно поле h2 · бял топ на черно поле c1 · бял топ на бяло поле d1 · бял цар на черно поле g1 | черен топ на черно поле b8 · черен цар на бяло поле g8 · черна пешка на черно поле e7 · черна пешка на бяло поле f7 · черен офицер на черно поле g7 · черна пешка на бяло поле h7 · черна пешка на бяло поле a6 · черна пешка на черно поле d6 · черен кон на черно поле f6 · черна пешка на бяло поле g6 · черна дама на черно поле a5 · черен офицер на бяло поле c4 · бял кон на черно поле c3 · бяла пешка на черно поле g3 · бяла пешка на бяло поле a2 · бяла дама на черно поле d2 · бяла пешка на бяло поле e2 · бяла пешка на черно поле f2 · бял офицер на бяло поле g2 · бяла пешка на черно поле h2 · бял топ на черно поле c1 · бял топ на бяло поле d1 · бял цар на черно поле g1 | черен топ на черно поле b8 · черен цар на бяло поле g8 · черна пешка на черно поле e7 · черна пешка на бяло поле f7 · черен офицер на черно поле g7 · черна пешка на бяло поле h7 · черна пешка на бяло поле a6 · черна пешка на черно поле d6 · черен кон на черно поле f6 · черна пешка на бяло поле g6 · черна дама на черно поле a5 · черен офицер на бяло поле c4 · бял кон на черно поле c3 · бяла пешка на черно поле g3 · бяла пешка на бяло поле a2 · бяла дама на черно поле d2 · бяла пешка на бяло поле e2 · бяла пешка на черно поле f2 · бял офицер на бяло поле g2 · бяла пешка на черно поле h2 · бял топ на черно поле c1 · бял топ на бяло поле d1 · бял цар на черно поле g1 | черен топ на черно поле b8 · черен цар на бяло поле g8 · черна пешка на черно поле e7 · черна пешка на бяло поле f7 · черен офицер на черно поле g7 · черна пешка на бяло поле h7 · черна пешка на бяло поле a6 · черна пешка на черно поле d6 · черен кон на черно поле f6 · черна пешка на бяло поле g6 · черна дама на черно поле a5 · черен офицер на бяло поле c4 · бял кон на черно поле c3 · бяла пешка на черно поле g3 · бяла пешка на бяло поле a2 · бяла дама на черно поле d2 · бяла пешка на бяло поле e2 · бяла пешка на черно поле f2 · бял офицер на бяло поле g2 · бяла пешка на черно поле h2 · бял топ на черно поле c1 · бял топ на бяло поле d1 · бял цар на черно поле g1 | черен топ на черно поле b8 · черен цар на бяло поле g8 · черна пешка на черно поле e7 · черна пешка на бяло поле f7 · черен офицер на черно поле g7 · черна пешка на бяло поле h7 · черна пешка на бяло поле a6 · черна пешка на черно поле d6 · черен кон на черно поле f6 · черна пешка на бяло поле g6 · черна дама на черно поле a5 · черен офицер на бяло поле c4 · бял кон на черно поле c3 · бяла пешка на черно поле g3 · бяла пешка на бяло поле a2 · бяла дама на черно поле d2 · бяла пешка на бяло поле e2 · бяла пешка на черно поле f2 · бял офицер на бяло поле g2 · бяла пешка на черно поле h2 · бял топ на черно поле c1 · бял топ на бяло поле d1 · бял цар на черно поле g1 | 5 |
| 4 | черен топ на черно поле b8 · черен цар на бяло поле g8 · черна пешка на черно поле e7 · черна пешка на бяло поле f7 · черен офицер на черно поле g7 · черна пешка на бяло поле h7 · черна пешка на бяло поле a6 · черна пешка на черно поле d6 · черен кон на черно поле f6 · черна пешка на бяло поле g6 · черна дама на черно поле a5 · черен офицер на бяло поле c4 · бял кон на черно поле c3 · бяла пешка на черно поле g3 · бяла пешка на бяло поле a2 · бяла дама на черно поле d2 · бяла пешка на бяло поле e2 · бяла пешка на черно поле f2 · бял офицер на бяло поле g2 · бяла пешка на черно поле h2 · бял топ на черно поле c1 · бял топ на бяло поле d1 · бял цар на черно поле g1 | черен топ на черно поле b8 · черен цар на бяло поле g8 · черна пешка на черно поле e7 · черна пешка на бяло поле f7 · черен офицер на черно поле g7 · черна пешка на бяло поле h7 · черна пешка на бяло поле a6 · черна пешка на черно поле d6 · черен кон на черно поле f6 · черна пешка на бяло поле g6 · черна дама на черно поле a5 · черен офицер на бяло поле c4 · бял кон на черно поле c3 · бяла пешка на черно поле g3 · бяла пешка на бяло поле a2 · бяла дама на черно поле d2 · бяла пешка на бяло поле e2 · бяла пешка на черно поле f2 · бял офицер на бяло поле g2 · бяла пешка на черно поле h2 · бял топ на черно поле c1 · бял топ на бяло поле d1 · бял цар на черно поле g1 | черен топ на черно поле b8 · черен цар на бяло поле g8 · черна пешка на черно поле e7 · черна пешка на бяло поле f7 · черен офицер на черно поле g7 · черна пешка на бяло поле h7 · черна пешка на бяло поле a6 · черна пешка на черно поле d6 · черен кон на черно поле f6 · черна пешка на бяло поле g6 · черна дама на черно поле a5 · черен офицер на бяло поле c4 · бял кон на черно поле c3 · бяла пешка на черно поле g3 · бяла пешка на бяло поле a2 · бяла дама на черно поле d2 · бяла пешка на бяло поле e2 · бяла пешка на черно поле f2 · бял офицер на бяло поле g2 · бяла пешка на черно поле h2 · бял топ на черно поле c1 · бял топ на бяло поле d1 · бял цар на черно поле g1 | черен топ на черно поле b8 · черен цар на бяло поле g8 · черна пешка на черно поле e7 · черна пешка на бяло поле f7 · черен офицер на черно поле g7 · черна пешка на бяло поле h7 · черна пешка на бяло поле a6 · черна пешка на черно поле d6 · черен кон на черно поле f6 · черна пешка на бяло поле g6 · черна дама на черно поле a5 · черен офицер на бяло поле c4 · бял кон на черно поле c3 · бяла пешка на черно поле g3 · бяла пешка на бяло поле a2 · бяла дама на черно поле d2 · бяла пешка на бяло поле e2 · бяла пешка на черно поле f2 · бял офицер на бяло поле g2 · бяла пешка на черно поле h2 · бял топ на черно поле c1 · бял топ на бяло поле d1 · бял цар на черно поле g1 | черен топ на черно поле b8 · черен цар на бяло поле g8 · черна пешка на черно поле e7 · черна пешка на бяло поле f7 · черен офицер на черно поле g7 · черна пешка на бяло поле h7 · черна пешка на бяло поле a6 · черна пешка на черно поле d6 · черен кон на черно поле f6 · черна пешка на бяло поле g6 · черна дама на черно поле a5 · черен офицер на бяло поле c4 · бял кон на черно поле c3 · бяла пешка на черно поле g3 · бяла пешка на бяло поле a2 · бяла дама на черно поле d2 · бяла пешка на бяло поле e2 · бяла пешка на черно поле f2 · бял офицер на бяло поле g2 · бяла пешка на черно поле h2 · бял топ на черно поле c1 · бял топ на бяло поле d1 · бял цар на черно поле g1 | черен топ на черно поле b8 · черен цар на бяло поле g8 · черна пешка на черно поле e7 · черна пешка на бяло поле f7 · черен офицер на черно поле g7 · черна пешка на бяло поле h7 · черна пешка на бяло поле a6 · черна пешка на черно поле d6 · черен кон на черно поле f6 · черна пешка на бяло поле g6 · черна дама на черно поле a5 · черен офицер на бяло поле c4 · бял кон на черно поле c3 · бяла пешка на черно поле g3 · бяла пешка на бяло поле a2 · бяла дама на черно поле d2 · бяла пешка на бяло поле e2 · бяла пешка на черно поле f2 · бял офицер на бяло поле g2 · бяла пешка на черно поле h2 · бял топ на черно поле c1 · бял топ на бяло поле d1 · бял цар на черно поле g1 | черен топ на черно поле b8 · черен цар на бяло поле g8 · черна пешка на черно поле e7 · черна пешка на бяло поле f7 · черен офицер на черно поле g7 · черна пешка на бяло поле h7 · черна пешка на бяло поле a6 · черна пешка на черно поле d6 · черен кон на черно поле f6 · черна пешка на бяло поле g6 · черна дама на черно поле a5 · черен офицер на бяло поле c4 · бял кон на черно поле c3 · бяла пешка на черно поле g3 · бяла пешка на бяло поле a2 · бяла дама на черно поле d2 · бяла пешка на бяло поле e2 · бяла пешка на черно поле f2 · бял офицер на бяло поле g2 · бяла пешка на черно поле h2 · бял топ на черно поле c1 · бял топ на бяло поле d1 · бял цар на черно поле g1 | черен топ на черно поле b8 · черен цар на бяло поле g8 · черна пешка на черно поле e7 · черна пешка на бяло поле f7 · черен офицер на черно поле g7 · черна пешка на бяло поле h7 · черна пешка на бяло поле a6 · черна пешка на черно поле d6 · черен кон на черно поле f6 · черна пешка на бяло поле g6 · черна дама на черно поле a5 · черен офицер на бяло поле c4 · бял кон на черно поле c3 · бяла пешка на черно поле g3 · бяла пешка на бяло поле a2 · бяла дама на черно поле d2 · бяла пешка на бяло поле e2 · бяла пешка на черно поле f2 · бял офицер на бяло поле g2 · бяла пешка на черно поле h2 · бял топ на черно поле c1 · бял топ на бяло поле d1 · бял цар на черно поле g1 | 4 |
| 3 | черен топ на черно поле b8 · черен цар на бяло поле g8 · черна пешка на черно поле e7 · черна пешка на бяло поле f7 · черен офицер на черно поле g7 · черна пешка на бяло поле h7 · черна пешка на бяло поле a6 · черна пешка на черно поле d6 · черен кон на черно поле f6 · черна пешка на бяло поле g6 · черна дама на черно поле a5 · черен офицер на бяло поле c4 · бял кон на черно поле c3 · бяла пешка на черно поле g3 · бяла пешка на бяло поле a2 · бяла дама на черно поле d2 · бяла пешка на бяло поле e2 · бяла пешка на черно поле f2 · бял офицер на бяло поле g2 · бяла пешка на черно поле h2 · бял топ на черно поле c1 · бял топ на бяло поле d1 · бял цар на черно поле g1 | черен топ на черно поле b8 · черен цар на бяло поле g8 · черна пешка на черно поле e7 · черна пешка на бяло поле f7 · черен офицер на черно поле g7 · черна пешка на бяло поле h7 · черна пешка на бяло поле a6 · черна пешка на черно поле d6 · черен кон на черно поле f6 · черна пешка на бяло поле g6 · черна дама на черно поле a5 · черен офицер на бяло поле c4 · бял кон на черно поле c3 · бяла пешка на черно поле g3 · бяла пешка на бяло поле a2 · бяла дама на черно поле d2 · бяла пешка на бяло поле e2 · бяла пешка на черно поле f2 · бял офицер на бяло поле g2 · бяла пешка на черно поле h2 · бял топ на черно поле c1 · бял топ на бяло поле d1 · бял цар на черно поле g1 | черен топ на черно поле b8 · черен цар на бяло поле g8 · черна пешка на черно поле e7 · черна пешка на бяло поле f7 · черен офицер на черно поле g7 · черна пешка на бяло поле h7 · черна пешка на бяло поле a6 · черна пешка на черно поле d6 · черен кон на черно поле f6 · черна пешка на бяло поле g6 · черна дама на черно поле a5 · черен офицер на бяло поле c4 · бял кон на черно поле c3 · бяла пешка на черно поле g3 · бяла пешка на бяло поле a2 · бяла дама на черно поле d2 · бяла пешка на бяло поле e2 · бяла пешка на черно поле f2 · бял офицер на бяло поле g2 · бяла пешка на черно поле h2 · бял топ на черно поле c1 · бял топ на бяло поле d1 · бял цар на черно поле g1 | черен топ на черно поле b8 · черен цар на бяло поле g8 · черна пешка на черно поле e7 · черна пешка на бяло поле f7 · черен офицер на черно поле g7 · черна пешка на бяло поле h7 · черна пешка на бяло поле a6 · черна пешка на черно поле d6 · черен кон на черно поле f6 · черна пешка на бяло поле g6 · черна дама на черно поле a5 · черен офицер на бяло поле c4 · бял кон на черно поле c3 · бяла пешка на черно поле g3 · бяла пешка на бяло поле a2 · бяла дама на черно поле d2 · бяла пешка на бяло поле e2 · бяла пешка на черно поле f2 · бял офицер на бяло поле g2 · бяла пешка на черно поле h2 · бял топ на черно поле c1 · бял топ на бяло поле d1 · бял цар на черно поле g1 | черен топ на черно поле b8 · черен цар на бяло поле g8 · черна пешка на черно поле e7 · черна пешка на бяло поле f7 · черен офицер на черно поле g7 · черна пешка на бяло поле h7 · черна пешка на бяло поле a6 · черна пешка на черно поле d6 · черен кон на черно поле f6 · черна пешка на бяло поле g6 · черна дама на черно поле a5 · черен офицер на бяло поле c4 · бял кон на черно поле c3 · бяла пешка на черно поле g3 · бяла пешка на бяло поле a2 · бяла дама на черно поле d2 · бяла пешка на бяло поле e2 · бяла пешка на черно поле f2 · бял офицер на бяло поле g2 · бяла пешка на черно поле h2 · бял топ на черно поле c1 · бял топ на бяло поле d1 · бял цар на черно поле g1 | черен топ на черно поле b8 · черен цар на бяло поле g8 · черна пешка на черно поле e7 · черна пешка на бяло поле f7 · черен офицер на черно поле g7 · черна пешка на бяло поле h7 · черна пешка на бяло поле a6 · черна пешка на черно поле d6 · черен кон на черно поле f6 · черна пешка на бяло поле g6 · черна дама на черно поле a5 · черен офицер на бяло поле c4 · бял кон на черно поле c3 · бяла пешка на черно поле g3 · бяла пешка на бяло поле a2 · бяла дама на черно поле d2 · бяла пешка на бяло поле e2 · бяла пешка на черно поле f2 · бял офицер на бяло поле g2 · бяла пешка на черно поле h2 · бял топ на черно поле c1 · бял топ на бяло поле d1 · бял цар на черно поле g1 | черен топ на черно поле b8 · черен цар на бяло поле g8 · черна пешка на черно поле e7 · черна пешка на бяло поле f7 · черен офицер на черно поле g7 · черна пешка на бяло поле h7 · черна пешка на бяло поле a6 · черна пешка на черно поле d6 · черен кон на черно поле f6 · черна пешка на бяло поле g6 · черна дама на черно поле a5 · черен офицер на бяло поле c4 · бял кон на черно поле c3 · бяла пешка на черно поле g3 · бяла пешка на бяло поле a2 · бяла дама на черно поле d2 · бяла пешка на бяло поле e2 · бяла пешка на черно поле f2 · бял офицер на бяло поле g2 · бяла пешка на черно поле h2 · бял топ на черно поле c1 · бял топ на бяло поле d1 · бял цар на черно поле g1 | черен топ на черно поле b8 · черен цар на бяло поле g8 · черна пешка на черно поле e7 · черна пешка на бяло поле f7 · черен офицер на черно поле g7 · черна пешка на бяло поле h7 · черна пешка на бяло поле a6 · черна пешка на черно поле d6 · черен кон на черно поле f6 · черна пешка на бяло поле g6 · черна дама на черно поле a5 · черен офицер на бяло поле c4 · бял кон на черно поле c3 · бяла пешка на черно поле g3 · бяла пешка на бяло поле a2 · бяла дама на черно поле d2 · бяла пешка на бяло поле e2 · бяла пешка на черно поле f2 · бял офицер на бяло поле g2 · бяла пешка на черно поле h2 · бял топ на черно поле c1 · бял топ на бяло поле d1 · бял цар на черно поле g1 | 3 |
| 2 | черен топ на черно поле b8 · черен цар на бяло поле g8 · черна пешка на черно поле e7 · черна пешка на бяло поле f7 · черен офицер на черно поле g7 · черна пешка на бяло поле h7 · черна пешка на бяло поле a6 · черна пешка на черно поле d6 · черен кон на черно поле f6 · черна пешка на бяло поле g6 · черна дама на черно поле a5 · черен офицер на бяло поле c4 · бял кон на черно поле c3 · бяла пешка на черно поле g3 · бяла пешка на бяло поле a2 · бяла дама на черно поле d2 · бяла пешка на бяло поле e2 · бяла пешка на черно поле f2 · бял офицер на бяло поле g2 · бяла пешка на черно поле h2 · бял топ на черно поле c1 · бял топ на бяло поле d1 · бял цар на черно поле g1 | черен топ на черно поле b8 · черен цар на бяло поле g8 · черна пешка на черно поле e7 · черна пешка на бяло поле f7 · черен офицер на черно поле g7 · черна пешка на бяло поле h7 · черна пешка на бяло поле a6 · черна пешка на черно поле d6 · черен кон на черно поле f6 · черна пешка на бяло поле g6 · черна дама на черно поле a5 · черен офицер на бяло поле c4 · бял кон на черно поле c3 · бяла пешка на черно поле g3 · бяла пешка на бяло поле a2 · бяла дама на черно поле d2 · бяла пешка на бяло поле e2 · бяла пешка на черно поле f2 · бял офицер на бяло поле g2 · бяла пешка на черно поле h2 · бял топ на черно поле c1 · бял топ на бяло поле d1 · бял цар на черно поле g1 | черен топ на черно поле b8 · черен цар на бяло поле g8 · черна пешка на черно поле e7 · черна пешка на бяло поле f7 · черен офицер на черно поле g7 · черна пешка на бяло поле h7 · черна пешка на бяло поле a6 · черна пешка на черно поле d6 · черен кон на черно поле f6 · черна пешка на бяло поле g6 · черна дама на черно поле a5 · черен офицер на бяло поле c4 · бял кон на черно поле c3 · бяла пешка на черно поле g3 · бяла пешка на бяло поле a2 · бяла дама на черно поле d2 · бяла пешка на бяло поле e2 · бяла пешка на черно поле f2 · бял офицер на бяло поле g2 · бяла пешка на черно поле h2 · бял топ на черно поле c1 · бял топ на бяло поле d1 · бял цар на черно поле g1 | черен топ на черно поле b8 · черен цар на бяло поле g8 · черна пешка на черно поле e7 · черна пешка на бяло поле f7 · черен офицер на черно поле g7 · черна пешка на бяло поле h7 · черна пешка на бяло поле a6 · черна пешка на черно поле d6 · черен кон на черно поле f6 · черна пешка на бяло поле g6 · черна дама на черно поле a5 · черен офицер на бяло поле c4 · бял кон на черно поле c3 · бяла пешка на черно поле g3 · бяла пешка на бяло поле a2 · бяла дама на черно поле d2 · бяла пешка на бяло поле e2 · бяла пешка на черно поле f2 · бял офицер на бяло поле g2 · бяла пешка на черно поле h2 · бял топ на черно поле c1 · бял топ на бяло поле d1 · бял цар на черно поле g1 | черен топ на черно поле b8 · черен цар на бяло поле g8 · черна пешка на черно поле e7 · черна пешка на бяло поле f7 · черен офицер на черно поле g7 · черна пешка на бяло поле h7 · черна пешка на бяло поле a6 · черна пешка на черно поле d6 · черен кон на черно поле f6 · черна пешка на бяло поле g6 · черна дама на черно поле a5 · черен офицер на бяло поле c4 · бял кон на черно поле c3 · бяла пешка на черно поле g3 · бяла пешка на бяло поле a2 · бяла дама на черно поле d2 · бяла пешка на бяло поле e2 · бяла пешка на черно поле f2 · бял офицер на бяло поле g2 · бяла пешка на черно поле h2 · бял топ на черно поле c1 · бял топ на бяло поле d1 · бял цар на черно поле g1 | черен топ на черно поле b8 · черен цар на бяло поле g8 · черна пешка на черно поле e7 · черна пешка на бяло поле f7 · черен офицер на черно поле g7 · черна пешка на бяло поле h7 · черна пешка на бяло поле a6 · черна пешка на черно поле d6 · черен кон на черно поле f6 · черна пешка на бяло поле g6 · черна дама на черно поле a5 · черен офицер на бяло поле c4 · бял кон на черно поле c3 · бяла пешка на черно поле g3 · бяла пешка на бяло поле a2 · бяла дама на черно поле d2 · бяла пешка на бяло поле e2 · бяла пешка на черно поле f2 · бял офицер на бяло поле g2 · бяла пешка на черно поле h2 · бял топ на черно поле c1 · бял топ на бяло поле d1 · бял цар на черно поле g1 | черен топ на черно поле b8 · черен цар на бяло поле g8 · черна пешка на черно поле e7 · черна пешка на бяло поле f7 · черен офицер на черно поле g7 · черна пешка на бяло поле h7 · черна пешка на бяло поле a6 · черна пешка на черно поле d6 · черен кон на черно поле f6 · черна пешка на бяло поле g6 · черна дама на черно поле a5 · черен офицер на бяло поле c4 · бял кон на черно поле c3 · бяла пешка на черно поле g3 · бяла пешка на бяло поле a2 · бяла дама на черно поле d2 · бяла пешка на бяло поле e2 · бяла пешка на черно поле f2 · бял офицер на бяло поле g2 · бяла пешка на черно поле h2 · бял топ на черно поле c1 · бял топ на бяло поле d1 · бял цар на черно поле g1 | черен топ на черно поле b8 · черен цар на бяло поле g8 · черна пешка на черно поле e7 · черна пешка на бяло поле f7 · черен офицер на черно поле g7 · черна пешка на бяло поле h7 · черна пешка на бяло поле a6 · черна пешка на черно поле d6 · черен кон на черно поле f6 · черна пешка на бяло поле g6 · черна дама на черно поле a5 · черен офицер на бяло поле c4 · бял кон на черно поле c3 · бяла пешка на черно поле g3 · бяла пешка на бяло поле a2 · бяла дама на черно поле d2 · бяла пешка на бяло поле e2 · бяла пешка на черно поле f2 · бял офицер на бяло поле g2 · бяла пешка на черно поле h2 · бял топ на черно поле c1 · бял топ на бяло поле d1 · бял цар на черно поле g1 | 2 |
| 1 | черен топ на черно поле b8 · черен цар на бяло поле g8 · черна пешка на черно поле e7 · черна пешка на бяло поле f7 · черен офицер на черно поле g7 · черна пешка на бяло поле h7 · черна пешка на бяло поле a6 · черна пешка на черно поле d6 · черен кон на черно поле f6 · черна пешка на бяло поле g6 · черна дама на черно поле a5 · черен офицер на бяло поле c4 · бял кон на черно поле c3 · бяла пешка на черно поле g3 · бяла пешка на бяло поле a2 · бяла дама на черно поле d2 · бяла пешка на бяло поле e2 · бяла пешка на черно поле f2 · бял офицер на бяло поле g2 · бяла пешка на черно поле h2 · бял топ на черно поле c1 · бял топ на бяло поле d1 · бял цар на черно поле g1 | черен топ на черно поле b8 · черен цар на бяло поле g8 · черна пешка на черно поле e7 · черна пешка на бяло поле f7 · черен офицер на черно поле g7 · черна пешка на бяло поле h7 · черна пешка на бяло поле a6 · черна пешка на черно поле d6 · черен кон на черно поле f6 · черна пешка на бяло поле g6 · черна дама на черно поле a5 · черен офицер на бяло поле c4 · бял кон на черно поле c3 · бяла пешка на черно поле g3 · бяла пешка на бяло поле a2 · бяла дама на черно поле d2 · бяла пешка на бяло поле e2 · бяла пешка на черно поле f2 · бял офицер на бяло поле g2 · бяла пешка на черно поле h2 · бял топ на черно поле c1 · бял топ на бяло поле d1 · бял цар на черно поле g1 | черен топ на черно поле b8 · черен цар на бяло поле g8 · черна пешка на черно поле e7 · черна пешка на бяло поле f7 · черен офицер на черно поле g7 · черна пешка на бяло поле h7 · черна пешка на бяло поле a6 · черна пешка на черно поле d6 · черен кон на черно поле f6 · черна пешка на бяло поле g6 · черна дама на черно поле a5 · черен офицер на бяло поле c4 · бял кон на черно поле c3 · бяла пешка на черно поле g3 · бяла пешка на бяло поле a2 · бяла дама на черно поле d2 · бяла пешка на бяло поле e2 · бяла пешка на черно поле f2 · бял офицер на бяло поле g2 · бяла пешка на черно поле h2 · бял топ на черно поле c1 · бял топ на бяло поле d1 · бял цар на черно поле g1 | черен топ на черно поле b8 · черен цар на бяло поле g8 · черна пешка на черно поле e7 · черна пешка на бяло поле f7 · черен офицер на черно поле g7 · черна пешка на бяло поле h7 · черна пешка на бяло поле a6 · черна пешка на черно поле d6 · черен кон на черно поле f6 · черна пешка на бяло поле g6 · черна дама на черно поле a5 · черен офицер на бяло поле c4 · бял кон на черно поле c3 · бяла пешка на черно поле g3 · бяла пешка на бяло поле a2 · бяла дама на черно поле d2 · бяла пешка на бяло поле e2 · бяла пешка на черно поле f2 · бял офицер на бяло поле g2 · бяла пешка на черно поле h2 · бял топ на черно поле c1 · бял топ на бяло поле d1 · бял цар на черно поле g1 | черен топ на черно поле b8 · черен цар на бяло поле g8 · черна пешка на черно поле e7 · черна пешка на бяло поле f7 · черен офицер на черно поле g7 · черна пешка на бяло поле h7 · черна пешка на бяло поле a6 · черна пешка на черно поле d6 · черен кон на черно поле f6 · черна пешка на бяло поле g6 · черна дама на черно поле a5 · черен офицер на бяло поле c4 · бял кон на черно поле c3 · бяла пешка на черно поле g3 · бяла пешка на бяло поле a2 · бяла дама на черно поле d2 · бяла пешка на бяло поле e2 · бяла пешка на черно поле f2 · бял офицер на бяло поле g2 · бяла пешка на черно поле h2 · бял топ на черно поле c1 · бял топ на бяло поле d1 · бял цар на черно поле g1 | черен топ на черно поле b8 · черен цар на бяло поле g8 · черна пешка на черно поле e7 · черна пешка на бяло поле f7 · черен офицер на черно поле g7 · черна пешка на бяло поле h7 · черна пешка на бяло поле a6 · черна пешка на черно поле d6 · черен кон на черно поле f6 · черна пешка на бяло поле g6 · черна дама на черно поле a5 · черен офицер на бяло поле c4 · бял кон на черно поле c3 · бяла пешка на черно поле g3 · бяла пешка на бяло поле a2 · бяла дама на черно поле d2 · бяла пешка на бяло поле e2 · бяла пешка на черно поле f2 · бял офицер на бяло поле g2 · бяла пешка на черно поле h2 · бял топ на черно поле c1 · бял топ на бяло поле d1 · бял цар на черно поле g1 | черен топ на черно поле b8 · черен цар на бяло поле g8 · черна пешка на черно поле e7 · черна пешка на бяло поле f7 · черен офицер на черно поле g7 · черна пешка на бяло поле h7 · черна пешка на бяло поле a6 · черна пешка на черно поле d6 · черен кон на черно поле f6 · черна пешка на бяло поле g6 · черна дама на черно поле a5 · черен офицер на бяло поле c4 · бял кон на черно поле c3 · бяла пешка на черно поле g3 · бяла пешка на бяло поле a2 · бяла дама на черно поле d2 · бяла пешка на бяло поле e2 · бяла пешка на черно поле f2 · бял офицер на бяло поле g2 · бяла пешка на черно поле h2 · бял топ на черно поле c1 · бял топ на бяло поле d1 · бял цар на черно поле g1 | черен топ на черно поле b8 · черен цар на бяло поле g8 · черна пешка на черно поле e7 · черна пешка на бяло поле f7 · черен офицер на черно поле g7 · черна пешка на бяло поле h7 · черна пешка на бяло поле a6 · черна пешка на черно поле d6 · черен кон на черно поле f6 · черна пешка на бяло поле g6 · черна дама на черно поле a5 · черен офицер на бяло поле c4 · бял кон на черно поле c3 · бяла пешка на черно поле g3 · бяла пешка на бяло поле a2 · бяла дама на черно поле d2 · бяла пешка на бяло поле e2 · бяла пешка на черно поле f2 · бял офицер на бяло поле g2 · бяла пешка на черно поле h2 · бял топ на черно поле c1 · бял топ на бяло поле d1 · бял цар на черно поле g1 | 1 |
|   | a | b | c | d | e | f | g | h |   |

След реми с вечен шах от страна на Спаски в седмата партия, Фишер се съгласява в залата да има камери за осмата, но само при условие да се намират на поне 150 фута (около 45 метра) от шахматната дъска. 
Преди деветата партия Спаски взима таймаут и партията се играе на 1 август. Спаски изпитва затруднения с постоянното психологическо напрежение, което Фишер му оказва на дъската и далеч от нея. След всеки ход Спаски напуска залата и партията завършва като най-краткото реми след 29 хода. Осъзнавайки, че гениалната им звезда бива победена, съветските власти се опитват да върнат Спаски в Москва, което той отказва по спортсменски причини. 
След четиринадесетата партия телевизионният канал „Fox“ започва съдебен процес срещу Боби Фишер за 1 750 000 щатски долара в нюйоркски съд за щети, свързани с излъчването на мача. След шестнадесетата партия Фишер се оплаква от шума в залата и първите три реда остават празни за следващите партии. Секундантът на Спаски, Ефим Гелер, обвинява Фишер в използване на неетични средства за негативно влияние върху концентрацията на Спаски. През нощта исландската полиция претърсва залата за електронни уреди, но не намира такива. Всички партии от четиринадесетата до двадесетата завършват реми. 
|   | a | b | c | d | e | f | g | h |   |
| 8 | бял офицер на бяло поле d7 · черна пешка на черно поле f6 · бяла пешка на бяло поле f5 · черна пешка на бяло поле h5 · бяла пешка на бяло поле a4 · черен цар на черно поле f4 · бяла пешка на бяло поле b3 · черен топ на бяло поле a2 · бяла пешка на черно поле f2 · бял цар на бяло поле g2 | бял офицер на бяло поле d7 · черна пешка на черно поле f6 · бяла пешка на бяло поле f5 · черна пешка на бяло поле h5 · бяла пешка на бяло поле a4 · черен цар на черно поле f4 · бяла пешка на бяло поле b3 · черен топ на бяло поле a2 · бяла пешка на черно поле f2 · бял цар на бяло поле g2 | бял офицер на бяло поле d7 · черна пешка на черно поле f6 · бяла пешка на бяло поле f5 · черна пешка на бяло поле h5 · бяла пешка на бяло поле a4 · черен цар на черно поле f4 · бяла пешка на бяло поле b3 · черен топ на бяло поле a2 · бяла пешка на черно поле f2 · бял цар на бяло поле g2 | бял офицер на бяло поле d7 · черна пешка на черно поле f6 · бяла пешка на бяло поле f5 · черна пешка на бяло поле h5 · бяла пешка на бяло поле a4 · черен цар на черно поле f4 · бяла пешка на бяло поле b3 · черен топ на бяло поле a2 · бяла пешка на черно поле f2 · бял цар на бяло поле g2 | бял офицер на бяло поле d7 · черна пешка на черно поле f6 · бяла пешка на бяло поле f5 · черна пешка на бяло поле h5 · бяла пешка на бяло поле a4 · черен цар на черно поле f4 · бяла пешка на бяло поле b3 · черен топ на бяло поле a2 · бяла пешка на черно поле f2 · бял цар на бяло поле g2 | бял офицер на бяло поле d7 · черна пешка на черно поле f6 · бяла пешка на бяло поле f5 · черна пешка на бяло поле h5 · бяла пешка на бяло поле a4 · черен цар на черно поле f4 · бяла пешка на бяло поле b3 · черен топ на бяло поле a2 · бяла пешка на черно поле f2 · бял цар на бяло поле g2 | бял офицер на бяло поле d7 · черна пешка на черно поле f6 · бяла пешка на бяло поле f5 · черна пешка на бяло поле h5 · бяла пешка на бяло поле a4 · черен цар на черно поле f4 · бяла пешка на бяло поле b3 · черен топ на бяло поле a2 · бяла пешка на черно поле f2 · бял цар на бяло поле g2 | бял офицер на бяло поле d7 · черна пешка на черно поле f6 · бяла пешка на бяло поле f5 · черна пешка на бяло поле h5 · бяла пешка на бяло поле a4 · черен цар на черно поле f4 · бяла пешка на бяло поле b3 · черен топ на бяло поле a2 · бяла пешка на черно поле f2 · бял цар на бяло поле g2 | 8 |
| 7 | бял офицер на бяло поле d7 · черна пешка на черно поле f6 · бяла пешка на бяло поле f5 · черна пешка на бяло поле h5 · бяла пешка на бяло поле a4 · черен цар на черно поле f4 · бяла пешка на бяло поле b3 · черен топ на бяло поле a2 · бяла пешка на черно поле f2 · бял цар на бяло поле g2 | бял офицер на бяло поле d7 · черна пешка на черно поле f6 · бяла пешка на бяло поле f5 · черна пешка на бяло поле h5 · бяла пешка на бяло поле a4 · черен цар на черно поле f4 · бяла пешка на бяло поле b3 · черен топ на бяло поле a2 · бяла пешка на черно поле f2 · бял цар на бяло поле g2 | бял офицер на бяло поле d7 · черна пешка на черно поле f6 · бяла пешка на бяло поле f5 · черна пешка на бяло поле h5 · бяла пешка на бяло поле a4 · черен цар на черно поле f4 · бяла пешка на бяло поле b3 · черен топ на бяло поле a2 · бяла пешка на черно поле f2 · бял цар на бяло поле g2 | бял офицер на бяло поле d7 · черна пешка на черно поле f6 · бяла пешка на бяло поле f5 · черна пешка на бяло поле h5 · бяла пешка на бяло поле a4 · черен цар на черно поле f4 · бяла пешка на бяло поле b3 · черен топ на бяло поле a2 · бяла пешка на черно поле f2 · бял цар на бяло поле g2 | бял офицер на бяло поле d7 · черна пешка на черно поле f6 · бяла пешка на бяло поле f5 · черна пешка на бяло поле h5 · бяла пешка на бяло поле a4 · черен цар на черно поле f4 · бяла пешка на бяло поле b3 · черен топ на бяло поле a2 · бяла пешка на черно поле f2 · бял цар на бяло поле g2 | бял офицер на бяло поле d7 · черна пешка на черно поле f6 · бяла пешка на бяло поле f5 · черна пешка на бяло поле h5 · бяла пешка на бяло поле a4 · черен цар на черно поле f4 · бяла пешка на бяло поле b3 · черен топ на бяло поле a2 · бяла пешка на черно поле f2 · бял цар на бяло поле g2 | бял офицер на бяло поле d7 · черна пешка на черно поле f6 · бяла пешка на бяло поле f5 · черна пешка на бяло поле h5 · бяла пешка на бяло поле a4 · черен цар на черно поле f4 · бяла пешка на бяло поле b3 · черен топ на бяло поле a2 · бяла пешка на черно поле f2 · бял цар на бяло поле g2 | бял офицер на бяло поле d7 · черна пешка на черно поле f6 · бяла пешка на бяло поле f5 · черна пешка на бяло поле h5 · бяла пешка на бяло поле a4 · черен цар на черно поле f4 · бяла пешка на бяло поле b3 · черен топ на бяло поле a2 · бяла пешка на черно поле f2 · бял цар на бяло поле g2 | 7 |
| 6 | бял офицер на бяло поле d7 · черна пешка на черно поле f6 · бяла пешка на бяло поле f5 · черна пешка на бяло поле h5 · бяла пешка на бяло поле a4 · черен цар на черно поле f4 · бяла пешка на бяло поле b3 · черен топ на бяло поле a2 · бяла пешка на черно поле f2 · бял цар на бяло поле g2 | бял офицер на бяло поле d7 · черна пешка на черно поле f6 · бяла пешка на бяло поле f5 · черна пешка на бяло поле h5 · бяла пешка на бяло поле a4 · черен цар на черно поле f4 · бяла пешка на бяло поле b3 · черен топ на бяло поле a2 · бяла пешка на черно поле f2 · бял цар на бяло поле g2 | бял офицер на бяло поле d7 · черна пешка на черно поле f6 · бяла пешка на бяло поле f5 · черна пешка на бяло поле h5 · бяла пешка на бяло поле a4 · черен цар на черно поле f4 · бяла пешка на бяло поле b3 · черен топ на бяло поле a2 · бяла пешка на черно поле f2 · бял цар на бяло поле g2 | бял офицер на бяло поле d7 · черна пешка на черно поле f6 · бяла пешка на бяло поле f5 · черна пешка на бяло поле h5 · бяла пешка на бяло поле a4 · черен цар на черно поле f4 · бяла пешка на бяло поле b3 · черен топ на бяло поле a2 · бяла пешка на черно поле f2 · бял цар на бяло поле g2 | бял офицер на бяло поле d7 · черна пешка на черно поле f6 · бяла пешка на бяло поле f5 · черна пешка на бяло поле h5 · бяла пешка на бяло поле a4 · черен цар на черно поле f4 · бяла пешка на бяло поле b3 · черен топ на бяло поле a2 · бяла пешка на черно поле f2 · бял цар на бяло поле g2 | бял офицер на бяло поле d7 · черна пешка на черно поле f6 · бяла пешка на бяло поле f5 · черна пешка на бяло поле h5 · бяла пешка на бяло поле a4 · черен цар на черно поле f4 · бяла пешка на бяло поле b3 · черен топ на бяло поле a2 · бяла пешка на черно поле f2 · бял цар на бяло поле g2 | бял офицер на бяло поле d7 · черна пешка на черно поле f6 · бяла пешка на бяло поле f5 · черна пешка на бяло поле h5 · бяла пешка на бяло поле a4 · черен цар на черно поле f4 · бяла пешка на бяло поле b3 · черен топ на бяло поле a2 · бяла пешка на черно поле f2 · бял цар на бяло поле g2 | бял офицер на бяло поле d7 · черна пешка на черно поле f6 · бяла пешка на бяло поле f5 · черна пешка на бяло поле h5 · бяла пешка на бяло поле a4 · черен цар на черно поле f4 · бяла пешка на бяло поле b3 · черен топ на бяло поле a2 · бяла пешка на черно поле f2 · бял цар на бяло поле g2 | 6 |
| 5 | бял офицер на бяло поле d7 · черна пешка на черно поле f6 · бяла пешка на бяло поле f5 · черна пешка на бяло поле h5 · бяла пешка на бяло поле a4 · черен цар на черно поле f4 · бяла пешка на бяло поле b3 · черен топ на бяло поле a2 · бяла пешка на черно поле f2 · бял цар на бяло поле g2 | бял офицер на бяло поле d7 · черна пешка на черно поле f6 · бяла пешка на бяло поле f5 · черна пешка на бяло поле h5 · бяла пешка на бяло поле a4 · черен цар на черно поле f4 · бяла пешка на бяло поле b3 · черен топ на бяло поле a2 · бяла пешка на черно поле f2 · бял цар на бяло поле g2 | бял офицер на бяло поле d7 · черна пешка на черно поле f6 · бяла пешка на бяло поле f5 · черна пешка на бяло поле h5 · бяла пешка на бяло поле a4 · черен цар на черно поле f4 · бяла пешка на бяло поле b3 · черен топ на бяло поле a2 · бяла пешка на черно поле f2 · бял цар на бяло поле g2 | бял офицер на бяло поле d7 · черна пешка на черно поле f6 · бяла пешка на бяло поле f5 · черна пешка на бяло поле h5 · бяла пешка на бяло поле a4 · черен цар на черно поле f4 · бяла пешка на бяло поле b3 · черен топ на бяло поле a2 · бяла пешка на черно поле f2 · бял цар на бяло поле g2 | бял офицер на бяло поле d7 · черна пешка на черно поле f6 · бяла пешка на бяло поле f5 · черна пешка на бяло поле h5 · бяла пешка на бяло поле a4 · черен цар на черно поле f4 · бяла пешка на бяло поле b3 · черен топ на бяло поле a2 · бяла пешка на черно поле f2 · бял цар на бяло поле g2 | бял офицер на бяло поле d7 · черна пешка на черно поле f6 · бяла пешка на бяло поле f5 · черна пешка на бяло поле h5 · бяла пешка на бяло поле a4 · черен цар на черно поле f4 · бяла пешка на бяло поле b3 · черен топ на бяло поле a2 · бяла пешка на черно поле f2 · бял цар на бяло поле g2 | бял офицер на бяло поле d7 · черна пешка на черно поле f6 · бяла пешка на бяло поле f5 · черна пешка на бяло поле h5 · бяла пешка на бяло поле a4 · черен цар на черно поле f4 · бяла пешка на бяло поле b3 · черен топ на бяло поле a2 · бяла пешка на черно поле f2 · бял цар на бяло поле g2 | бял офицер на бяло поле d7 · черна пешка на черно поле f6 · бяла пешка на бяло поле f5 · черна пешка на бяло поле h5 · бяла пешка на бяло поле a4 · черен цар на черно поле f4 · бяла пешка на бяло поле b3 · черен топ на бяло поле a2 · бяла пешка на черно поле f2 · бял цар на бяло поле g2 | 5 |
| 4 | бял офицер на бяло поле d7 · черна пешка на черно поле f6 · бяла пешка на бяло поле f5 · черна пешка на бяло поле h5 · бяла пешка на бяло поле a4 · черен цар на черно поле f4 · бяла пешка на бяло поле b3 · черен топ на бяло поле a2 · бяла пешка на черно поле f2 · бял цар на бяло поле g2 | бял офицер на бяло поле d7 · черна пешка на черно поле f6 · бяла пешка на бяло поле f5 · черна пешка на бяло поле h5 · бяла пешка на бяло поле a4 · черен цар на черно поле f4 · бяла пешка на бяло поле b3 · черен топ на бяло поле a2 · бяла пешка на черно поле f2 · бял цар на бяло поле g2 | бял офицер на бяло поле d7 · черна пешка на черно поле f6 · бяла пешка на бяло поле f5 · черна пешка на бяло поле h5 · бяла пешка на бяло поле a4 · черен цар на черно поле f4 · бяла пешка на бяло поле b3 · черен топ на бяло поле a2 · бяла пешка на черно поле f2 · бял цар на бяло поле g2 | бял офицер на бяло поле d7 · черна пешка на черно поле f6 · бяла пешка на бяло поле f5 · черна пешка на бяло поле h5 · бяла пешка на бяло поле a4 · черен цар на черно поле f4 · бяла пешка на бяло поле b3 · черен топ на бяло поле a2 · бяла пешка на черно поле f2 · бял цар на бяло поле g2 | бял офицер на бяло поле d7 · черна пешка на черно поле f6 · бяла пешка на бяло поле f5 · черна пешка на бяло поле h5 · бяла пешка на бяло поле a4 · черен цар на черно поле f4 · бяла пешка на бяло поле b3 · черен топ на бяло поле a2 · бяла пешка на черно поле f2 · бял цар на бяло поле g2 | бял офицер на бяло поле d7 · черна пешка на черно поле f6 · бяла пешка на бяло поле f5 · черна пешка на бяло поле h5 · бяла пешка на бяло поле a4 · черен цар на черно поле f4 · бяла пешка на бяло поле b3 · черен топ на бяло поле a2 · бяла пешка на черно поле f2 · бял цар на бяло поле g2 | бял офицер на бяло поле d7 · черна пешка на черно поле f6 · бяла пешка на бяло поле f5 · черна пешка на бяло поле h5 · бяла пешка на бяло поле a4 · черен цар на черно поле f4 · бяла пешка на бяло поле b3 · черен топ на бяло поле a2 · бяла пешка на черно поле f2 · бял цар на бяло поле g2 | бял офицер на бяло поле d7 · черна пешка на черно поле f6 · бяла пешка на бяло поле f5 · черна пешка на бяло поле h5 · бяла пешка на бяло поле a4 · черен цар на черно поле f4 · бяла пешка на бяло поле b3 · черен топ на бяло поле a2 · бяла пешка на черно поле f2 · бял цар на бяло поле g2 | 4 |
| 3 | бял офицер на бяло поле d7 · черна пешка на черно поле f6 · бяла пешка на бяло поле f5 · черна пешка на бяло поле h5 · бяла пешка на бяло поле a4 · черен цар на черно поле f4 · бяла пешка на бяло поле b3 · черен топ на бяло поле a2 · бяла пешка на черно поле f2 · бял цар на бяло поле g2 | бял офицер на бяло поле d7 · черна пешка на черно поле f6 · бяла пешка на бяло поле f5 · черна пешка на бяло поле h5 · бяла пешка на бяло поле a4 · черен цар на черно поле f4 · бяла пешка на бяло поле b3 · черен топ на бяло поле a2 · бяла пешка на черно поле f2 · бял цар на бяло поле g2 | бял офицер на бяло поле d7 · черна пешка на черно поле f6 · бяла пешка на бяло поле f5 · черна пешка на бяло поле h5 · бяла пешка на бяло поле a4 · черен цар на черно поле f4 · бяла пешка на бяло поле b3 · черен топ на бяло поле a2 · бяла пешка на черно поле f2 · бял цар на бяло поле g2 | бял офицер на бяло поле d7 · черна пешка на черно поле f6 · бяла пешка на бяло поле f5 · черна пешка на бяло поле h5 · бяла пешка на бяло поле a4 · черен цар на черно поле f4 · бяла пешка на бяло поле b3 · черен топ на бяло поле a2 · бяла пешка на черно поле f2 · бял цар на бяло поле g2 | бял офицер на бяло поле d7 · черна пешка на черно поле f6 · бяла пешка на бяло поле f5 · черна пешка на бяло поле h5 · бяла пешка на бяло поле a4 · черен цар на черно поле f4 · бяла пешка на бяло поле b3 · черен топ на бяло поле a2 · бяла пешка на черно поле f2 · бял цар на бяло поле g2 | бял офицер на бяло поле d7 · черна пешка на черно поле f6 · бяла пешка на бяло поле f5 · черна пешка на бяло поле h5 · бяла пешка на бяло поле a4 · черен цар на черно поле f4 · бяла пешка на бяло поле b3 · черен топ на бяло поле a2 · бяла пешка на черно поле f2 · бял цар на бяло поле g2 | бял офицер на бяло поле d7 · черна пешка на черно поле f6 · бяла пешка на бяло поле f5 · черна пешка на бяло поле h5 · бяла пешка на бяло поле a4 · черен цар на черно поле f4 · бяла пешка на бяло поле b3 · черен топ на бяло поле a2 · бяла пешка на черно поле f2 · бял цар на бяло поле g2 | бял офицер на бяло поле d7 · черна пешка на черно поле f6 · бяла пешка на бяло поле f5 · черна пешка на бяло поле h5 · бяла пешка на бяло поле a4 · черен цар на черно поле f4 · бяла пешка на бяло поле b3 · черен топ на бяло поле a2 · бяла пешка на черно поле f2 · бял цар на бяло поле g2 | 3 |
| 2 | бял офицер на бяло поле d7 · черна пешка на черно поле f6 · бяла пешка на бяло поле f5 · черна пешка на бяло поле h5 · бяла пешка на бяло поле a4 · черен цар на черно поле f4 · бяла пешка на бяло поле b3 · черен топ на бяло поле a2 · бяла пешка на черно поле f2 · бял цар на бяло поле g2 | бял офицер на бяло поле d7 · черна пешка на черно поле f6 · бяла пешка на бяло поле f5 · черна пешка на бяло поле h5 · бяла пешка на бяло поле a4 · черен цар на черно поле f4 · бяла пешка на бяло поле b3 · черен топ на бяло поле a2 · бяла пешка на черно поле f2 · бял цар на бяло поле g2 | бял офицер на бяло поле d7 · черна пешка на черно поле f6 · бяла пешка на бяло поле f5 · черна пешка на бяло поле h5 · бяла пешка на бяло поле a4 · черен цар на черно поле f4 · бяла пешка на бяло поле b3 · черен топ на бяло поле a2 · бяла пешка на черно поле f2 · бял цар на бяло поле g2 | бял офицер на бяло поле d7 · черна пешка на черно поле f6 · бяла пешка на бяло поле f5 · черна пешка на бяло поле h5 · бяла пешка на бяло поле a4 · черен цар на черно поле f4 · бяла пешка на бяло поле b3 · черен топ на бяло поле a2 · бяла пешка на черно поле f2 · бял цар на бяло поле g2 | бял офицер на бяло поле d7 · черна пешка на черно поле f6 · бяла пешка на бяло поле f5 · черна пешка на бяло поле h5 · бяла пешка на бяло поле a4 · черен цар на черно поле f4 · бяла пешка на бяло поле b3 · черен топ на бяло поле a2 · бяла пешка на черно поле f2 · бял цар на бяло поле g2 | бял офицер на бяло поле d7 · черна пешка на черно поле f6 · бяла пешка на бяло поле f5 · черна пешка на бяло поле h5 · бяла пешка на бяло поле a4 · черен цар на черно поле f4 · бяла пешка на бяло поле b3 · черен топ на бяло поле a2 · бяла пешка на черно поле f2 · бял цар на бяло поле g2 | бял офицер на бяло поле d7 · черна пешка на черно поле f6 · бяла пешка на бяло поле f5 · черна пешка на бяло поле h5 · бяла пешка на бяло поле a4 · черен цар на черно поле f4 · бяла пешка на бяло поле b3 · черен топ на бяло поле a2 · бяла пешка на черно поле f2 · бял цар на бяло поле g2 | бял офицер на бяло поле d7 · черна пешка на черно поле f6 · бяла пешка на бяло поле f5 · черна пешка на бяло поле h5 · бяла пешка на бяло поле a4 · черен цар на черно поле f4 · бяла пешка на бяло поле b3 · черен топ на бяло поле a2 · бяла пешка на черно поле f2 · бял цар на бяло поле g2 | 2 |
| 1 | бял офицер на бяло поле d7 · черна пешка на черно поле f6 · бяла пешка на бяло поле f5 · черна пешка на бяло поле h5 · бяла пешка на бяло поле a4 · черен цар на черно поле f4 · бяла пешка на бяло поле b3 · черен топ на бяло поле a2 · бяла пешка на черно поле f2 · бял цар на бяло поле g2 | бял офицер на бяло поле d7 · черна пешка на черно поле f6 · бяла пешка на бяло поле f5 · черна пешка на бяло поле h5 · бяла пешка на бяло поле a4 · черен цар на черно поле f4 · бяла пешка на бяло поле b3 · черен топ на бяло поле a2 · бяла пешка на черно поле f2 · бял цар на бяло поле g2 | бял офицер на бяло поле d7 · черна пешка на черно поле f6 · бяла пешка на бяло поле f5 · черна пешка на бяло поле h5 · бяла пешка на бяло поле a4 · черен цар на черно поле f4 · бяла пешка на бяло поле b3 · черен топ на бяло поле a2 · бяла пешка на черно поле f2 · бял цар на бяло поле g2 | бял офицер на бяло поле d7 · черна пешка на черно поле f6 · бяла пешка на бяло поле f5 · черна пешка на бяло поле h5 · бяла пешка на бяло поле a4 · черен цар на черно поле f4 · бяла пешка на бяло поле b3 · черен топ на бяло поле a2 · бяла пешка на черно поле f2 · бял цар на бяло поле g2 | бял офицер на бяло поле d7 · черна пешка на черно поле f6 · бяла пешка на бяло поле f5 · черна пешка на бяло поле h5 · бяла пешка на бяло поле a4 · черен цар на черно поле f4 · бяла пешка на бяло поле b3 · черен топ на бяло поле a2 · бяла пешка на черно поле f2 · бял цар на бяло поле g2 | бял офицер на бяло поле d7 · черна пешка на черно поле f6 · бяла пешка на бяло поле f5 · черна пешка на бяло поле h5 · бяла пешка на бяло поле a4 · черен цар на черно поле f4 · бяла пешка на бяло поле b3 · черен топ на бяло поле a2 · бяла пешка на черно поле f2 · бял цар на бяло поле g2 | бял офицер на бяло поле d7 · черна пешка на черно поле f6 · бяла пешка на бяло поле f5 · черна пешка на бяло поле h5 · бяла пешка на бяло поле a4 · черен цар на черно поле f4 · бяла пешка на бяло поле b3 · черен топ на бяло поле a2 · бяла пешка на черно поле f2 · бял цар на бяло поле g2 | бял офицер на бяло поле d7 · черна пешка на черно поле f6 · бяла пешка на бяло поле f5 · черна пешка на бяло поле h5 · бяла пешка на бяло поле a4 · черен цар на черно поле f4 · бяла пешка на бяло поле b3 · черен топ на бяло поле a2 · бяла пешка на черно поле f2 · бял цар на бяло поле g2 | 1 |
|   | a | b | c | d | e | f | g | h |   |

При резултат 11,5–8,5 Фишер може да спечели мача с победа в 21-вата партия. В изравнена позиция Спаски прави две груби грешки подред в ендшпила и губи по време на отлагането на партията. На следващия ден Спаски се предава по телефона. Фишер първоначално отказва да приема това, предпочитайки обичайното подписване на документа за резултата, но в крайна сметка се съгласява и мачът завършва на 1 септември.  На 3 септември 1972 г. Робърт Джеймс „Боби“ Фишер е обявен за единадесетия световен шампион по шахмат. 

## Отразяване
Мачът е предаван по трите големи канала на САЩ. В центъра на Белград партиите биват показвани на живо на голям екран. След мача материали с лика на Фишер биват издадени в световноизвестни медии като „Life“, „The Times Magazine“, „Newsweek“, „Тайм“ и „Шпигел“; написани са и книги за мача. 
Съветският партиен орган, вестник „Правда“, пише след първата партия: „Още първата партия показа, че Фишер се е подготвил добре за двубоя със Спаски. Това се показва най-вече при вариантите на дебютите и психологията на шахматното съревнование“. 

## След мача
След мача Спаски се държи спортсменски. Поведението му и играта му са критикувани в Русия и той по-късно става френски гражданин. Фишер губи световната си титла през 1975 г. без да се проведе мач. Впоследствие той напуска шахматната сцена и живее отдалечен от света в Унгария и Филипините. През 1992 г. Фишер и Спаски играят мач в Югославия по време на югоембаргото, за което Фишер по-късно е съден и емигрира в Исландия, която му дава гражданство. 

## Резултати
|              | Рейтинг | 1 | 2 | 3 | 4 | 5 | 6 | 7 | 8 | 9 | 10 | 11 | 12 | 13 | 14 | 15 | 16 | 17 | 18 | 19 | 20 | 21 | Точки |
| ------------ | ------- | - | - | - | - | - | - | - | - | - | -- | -- | -- | -- | -- | -- | -- | -- | -- | -- | -- | -- | ----- |
| Борис Спаски | 2660    | 1 | 1 | 0 | ½ | 0 | 0 | ½ | 0 | ½ | 0  | 1  | ½  | 0  | ½  | ½  | ½  | ½  | ½  | ½  | ½  | 0  | 8½    |
| Боби Фишер   | 2785    | 0 | 0 | 1 | ½ | 1 | 1 | ½ | 1 | ½ | 1  | 0  | ½  | 1  | ½  | ½  | ½  | ½  | ½  | ½  | ½  | 1  | 12½   |